# Lijst van PlayStation Portable-spellen
Dit is een lijst van PlayStation Portable-spellen.
| Titel                                                                            | Jaar | Uitgever | Genre                                    |
| -------------------------------------------------------------------------------- | ---- | --- | ---------------------------------------- |
| 1 on 1                                                                           | 2009 | Jorudan | Sportspel                                |
| 2006 FIFA World Cup                                                              | 2006 | EA Sports | Sportspel                                |
| 2Xtreme                                                                          | 2007 | Sony Computer Entertainment America                                                                             | Autoracespel Sportspel                   |
| 300: March to Glory                                                              | 2007 | Eidos Interactive Warner Bros. Interactive Entertainment                                                        | Actiespel                                |
| The 3rd Birthday                                                                 | 2010 | Square Enix | Actiespel RPG                            |
| The 3rd Birthday (Twisted Edition)                                               | 2011 | Square Enix | Actiespel RPG                            |
| 428: Fusa Sareta Shibuya de                                                      | 2009 | Spike | Avonturenspel                            |
| 50 Cent Bulletproof: G Unit Edition                                              | 2006 | Vivendi Universal Games International                                                                           | Actiespel                                |
| 7 Wonders of the Ancient World                                                   | 2007 | The Codemasters Software Company Limited LLC MumboJumbo                                                         | Strategiespel                            |
| Ace Combat: Joint Assault                                                        | 2010 | Namco Bandai Games                                                                                              | Actiespel Simulatiespel                  |
| Ace Combat X: Skies of Deception                                                 | 2006 | Namco Bandai Games Namco Bandai Games America                                                                   | Actiespel Simulatiespel                  |
| Action Pack: Limited Edition                                                     | 2009 | Ubisoft | Compilatiespel                           |
| Activision Hits Remixed                                                          | 2006 | Activision | Compilatiespel                           |
| Advanced V.G.                                                                    | 2009 | Technical Group Laboratory                                                                                      | Actiespel                                |
| Adventure Player                                                                 | 2005 | From Software                                                                                                   | Avonturenspel                            |
| Aedis Eclipse: Generation of Chaos                                               | 2006 | NIS America Idea Factory                                                                                        | RPG Strategiespel                        |
| Aero Racer                                                                       | 2010 | Sony Computer Entertainment Europe                                                                              | Autoracespel                             |
| After Burner: Black Falcon                                                       | 2007 | Sega SEGA Europe                                                                                                | Actiespel                                |
| Age of Zombies                                                                   | 2010 | Halfbrick Studios Pty                                                                                           | Actiespel                                |
| AI Go                                                                            | 2004 | Marvelous Entertainment                                                                                         | Strategiespel                            |
| AI Igo                                                                           | 2004 | Marvelous Entertainment                                                                                         | Strategiespel                            |
| AI Mahjong                                                                       | 2004 | Marvelous Entertainment                                                                                         | Strategiespel                            |
| AI Shogi                                                                         | 2004 | Marvelous Entertainment                                                                                         | Strategiespel                            |
| Air                                                                              | 2007 | Prototype | Avonturenspel                            |
| Air Conflicts: Aces of World War II                                              | 2009 | LLC Graffiti Entertainment                                                                                      | Actiespel Simulatiespel                  |
| Alien Crush                                                                      | 2011 | Hudson Entertainment                                                                                            | Actiespel                                |
| Aliens Vs Predator: Requiem                                                      | 2007 | Sierra Entertainment                                                                                            | Actiespel                                |
| Alien Syndrome                                                                   | 2007 | Sega | Actiespel                                |
| Alone in the Dark: The New Nightmare                                             | 2012 | Atari | Actiespel                                |
| Alpha Mission                                                                    | 2011 | SNK Playmore USA                                                                                                | Actiespel                                |
| Alpha Mission II                                                                 | 2011 | SNK Playmore USA                                                                                                | Actiespel                                |
| Alundra                                                                          | 2007 | Sony Computer Entertainment Japan MonkeyPaw Games                                                               | Actiespel                                |
| Anata o Yurusanai                                                                | 2007 | AQ Interactive                                                                                                  | Avonturenspel                            |
| Angry Birds                                                                      | 2011 | Chillingo Rovio Mobile                                                                                          | Strategiespel                            |
| Apache Overkill                                                                  | 2010 | Playerthree Limited                                                                                             | Actiespel                                |
| Ape Escape Academy                                                               | 2004 | Sony Computer Entertainment Incorporated Sony Computer Entertainment America Sony Computer Entertainment Europe | Actiespel Sportspel                      |
| Ape Escape Academy 2                                                             | 2005 | Sony Computer Entertainment                                                                                     | Partyspel                                |
| Ape Escape: On the Loose                                                         | 2005 | Sony Computer Entertainment Incorporated Sony Computer Entertainment America Sony Computer Entertainment Europe | Actiespel Autoracespel Sportspel         |
| Ape Escape Racing                                                                | 2006 | Sony Computer Entertainment                                                                                     | Autoracespel                             |
| Aquanaut no Kyujitsu 2                                                           | 2008 | Artdink Corporation                                                                                             | Avonturenspel                            |
| Aquarium                                                                         | 2009 | Electronic Arts                                                                                                 | Simulatiespel                            |
| Aquattack!                                                                       | 2010 | Mere Mortals | Strategiespel                            |
| Archer Maclean's Mercury                                                         | 2005 | Ignition Entertainment Ignition Entertainment USA                                                               | Strategiespel                            |
| Arc the Lad                                                                      | 2010 | MonkeyPaw Games                                                                                                 | RPG Strategiespel                        |
| Arc the Lad II                                                                   | 2007 | Sony Computer Entertainment Incorporated MonkeyPaw Games                                                        | RPG                                      |
| Arc the Lad III                                                                  | 2008 | Sony Computer Entertainment Incorporated Sony Computer Entertainment Europe MonkeyPaw Games                     | RPG                                      |
| Arc the Lad: Monster Game with Casino Game                                       | 2007 | Sony Computer Entertainment Incorporated Sony Computer Entertainment America                                    | RPG Strategiespel                        |
| Arkanoid Returns                                                                 | 2008 | Square Enix | Strategiespel                            |
| Armored Core: Formula Front - Extreme Battle                                     | 2004 | From Software 505 GameStreet Agetec                                                                             | Strategiespel                            |
| Armored Core 3                                                                   | 2009 | From Software                                                                                                   | Actiespel                                |
| Armored Core: Last Raven                                                         | 2010 | Agetec | Actiespel                                |
| Armored Core: Silent Line                                                        | 2009 | From Software Agetec                                                                                            | Actiespel                                |
| Army of Two: The 40th Day                                                        | 2010 | Electronic Arts                                                                                                 | Actiespel                                |
| Arthur and the Invisibles: The Game                                              | 2007 | Atari Europe S.A.S.U.                                                                                           | Actiespel                                |
| Asphalt: Urban GT 2                                                              | 2007 | Gameloft Ubisoft                                                                                                | Autoracespel                             |
| Assassin's Creed: Bloodlines                                                     | 2009 | Ubisoft | Actiespel                                |
| Astérix & Obélix XXL 2: Mission: Wifix                                           | 2006 | Atari Europe S.A.S.U.                                                                                           | Actiespel                                |
| Astonishia Story                                                                 | 2006 | Ubisoft | RPG                                      |
| Astronoka                                                                        | 2008 | Square Enix | Simulatiespel                            |
| Asuka 120% Excellent: BURNING Fest.                                              | 2011 | Family Soft | Actiespel                                |
| Asuka 120% Special: BURNING Fest.                                                | 2010 | Family Soft | Actiespel                                |
| Atelier Elie: Salburg no Renkinjutsushi 2                                        | 2008 | Gust | RPG                                      |
| Atelier Marie Plus: Salburg no Renkinjutsushi                                    | 2007 | Gust | RPG                                      |
| Athena                                                                           | 2011 | SNK Playmore USA                                                                                                | Actiespel                                |
| Athena: Awakening from the Ordinary Life                                         | 2007 | SNK Playmore | Avonturenspel                            |
| A-Train                                                                          | 2007 | Artdink Corporation                                                                                             | Simulatiespel                            |
| ATV Offroad Fury: Blazin' Trails                                                 | 2005 | LLC Sony Computer Entertainment America SouthPeak Interactive                                                   | Autoracespel Sportspel                   |
| ATV Offroad Fury Pro                                                             | 2006 | Sony Computer Entertainment                                                                                     | Autoracespel                             |
| ATV Offroad Fury 3                                                               | 2004 | Sony Computer Entertainment SCEA                                                                                | Autoracespel                             |
| Auditorium                                                                       | 2011 | Zoo Publishing                                                                                                  | Strategiespel                            |
| Avatar: The Legend of Aang                                                       | 2006 | THQ | Actiespel                                |
| Azito                                                                            | 2007 | HAMSTER Corporation                                                                                             | Actiespel Simulatiespel                  |
| Backstreet Billiards                                                             | 2009 | Sony Computer Entertainment America                                                                             | Sportspel                                |
| Bakugan Battle Brawlers: Defenders of the Core                                   | 2010 | Activision | Actiespel Avonturenspel                  |
| Baroque                                                                          | 2007 | Sting | Actiespel                                |
| Baroque Syndrome                                                                 | 2008 | Sting | Avonturenspel                            |
| Baseball Stars 2                                                                 | 2011 | SNK Playmore USA                                                                                                | Sportspel                                |
| Baseball Stars Professional                                                      | 2011 | SNK Playmore USA                                                                                                | Simulatiespel Sportspel                  |
| BattleZone                                                                       | 2006 | Atari Atari Europe S.A.S.U.                                                                                     | Actiespel                                |
| B-Boy                                                                            | 2006 | Sony Computer Entertainment Europe                                                                              | Actiespel                                |
| Beats                                                                            | 2007 | Sony Computer Entertainment America                                                                             | Actiespel                                |
| Bejeweled 2                                                                      | 2009 | Sony Online Entertainment                                                                                       | Puzzelspel                               |
| Ben 10 Alien Force: Vilgax Attacks                                               | 2009 | D3Publisher of America                                                                                          | Actiespel                                |
| Ben 10: Protector of Earth                                                       | 2007 | D3Publisher of America D3Publisher of Europe                                                                    | Actiespel                                |
| Bermuda Triangle                                                                 | 2012 | SNK Playmore USA                                                                                                | Actiespel                                |
| Beta Bloc                                                                        | 2009 | D3 Publisher | Actiespel                                |
| The BIGS                                                                         | 2007 | 2K Sports | Actiespel Simulatiespel Sportspel        |
| Bishi Bashi Special                                                              | 2006 | Konami | Actiespel                                |
| Black Rock Shooter: The Game                                                     | 2011 | NIS America imageepoch                                                                                          | Actiespel RPG                            |
| Black Rock Shooter: The Game (White Premium Box)                                 | 2011 | imageepoch | Actiespel RPG                            |
| Black Rock Shooter: The Game (WRS Charm Box)                                     | 2011 | imageepoch | Actiespel RPG                            |
| Blade Dancer: Lineage of Light                                                   | 2006 | Sony Computer Entertainment Incorporated NIS America Ignition Entertainment                                     | RPG                                      |
| Blazing Lazers                                                                   | 2010 | Hudson Soft Company                                                                                             | Actiespel                                |
| Bleach: Heat the Soul                                                            | 2005 | Sony Computer Entertainment                                                                                     | Actiespel                                |
| Bleach: Heat the Soul 2                                                          | 2005 | Sony Computer Entertainment                                                                                     | Actiespel                                |
| Bleach: Heat the Soul 3                                                          | 2006 | Sony Computer Entertainment                                                                                     | Actiespel                                |
| Bleach: Heat the Soul 4                                                          | 2007 | Sony Computer Entertainment                                                                                     | Actiespel                                |
| Bleach: Heat the Soul 5                                                          | 2008 | Sony Computer Entertainment                                                                                     | Actiespel                                |
| Bleach: Heat the Soul 6                                                          | 2009 | Sony Computer Entertainment                                                                                     | Actiespel                                |
| Bliss Island                                                                     | 2006 | The Codemasters Software Company Limited                                                                        | Actiespel Strategiespel                  |
| Block Cascade Fusion                                                             | 2011 | Gamelion Studios                                                                                                | Puzzelspel                               |
| Blockids                                                                         | 2010 | MonkeyPaw Games                                                                                                 | Actiespel                                |
| Blokus Portable: Steambot Championship                                           | 2006 | Irem Software Engineering                                                                                       | Strategiespel                            |
| Blood Omen: Legacy of Kain                                                       | 2009 | Sony Computer Entertainment America                                                                             | Actiespel                                |
| Blood Bowl                                                                       | 2010 | SouthPeak Games                                                                                                 | Sportspel                                |
| Bloody Roar                                                                      | 2009 | Sony Computer Entertainment America Hudson Entertainment                                                        | Actiespel                                |
| Bloody Roar II                                                                   | 2010 | Sony Computer Entertainment America                                                                             | Actiespel                                |
| Bloons                                                                           | 2009 | Hands-On Mobile                                                                                                 | Actiespel Strategiespel                  |
| Bokujo Monogatari: Harvest Moon for Girl                                         | 2008 | Marvelous Entertainment                                                                                         | RPG Simulatiespel                        |
| Boku no Natsuyasumi Portable: Mushimushi Hakase to Teppen-yama no Himitsu!!      | 2007 | Sony Computer Entertainment Incorporated                                                                        | Avonturenspel                            |
| Bomberman                                                                        | 2007 | Konami Hudson Soft Company                                                                                      | Actiespel Strategiespel                  |
| Bomberman: Bakufu Sentai Bombermen                                               | 2006 | Sony Computer Entertainment Incorporated                                                                        | Actiespel                                |
| Bomberman Fantasy Race                                                           | 2010 | Hudson Entertainment                                                                                            | Actiespel Autoracespel                   |
| Bomberman Land                                                                   | 2008 | Konami | Actiespel                                |
| Bomberman: Party Edition                                                         | 2009 | Hudson Entertainment                                                                                            | Actiespel                                |
| Bonk's Adventure                                                                 | 2011 | Hudson Entertainment                                                                                            | Actiespel                                |
| Boulder Dash Rocks!                                                              | 2008 | First Star Software 10tacle studios AG                                                                          | Actiespel                                |
| Bounty Hounds                                                                    | 2006 | Namco Bandai Games Namco Bandai Games America                                                                   | Actiespel Strategiespel                  |
| Bowling                                                                          | 2009 | D3Publisher of America                                                                                          | Sportspel                                |
| BRAHMA Force: The Assault on Beltlogger 9                                        | 2008 | Genki | Actiespel                                |
| Brain Challenge                                                                  | 2008 | Ubisoft | Puzzelspel                               |
| Brainpipe: A Plunge to Unhumanity                                                | 2009 | Hands-On Mobile                                                                                                 | Actiespel                                |
| Brave Fencer Musashi                                                             | 2008 | Square Enix | Actiespel RPG                            |
| Brave Story: New Traveler                                                        | 2006 | Sony Computer Entertainment Incorporated XSEED Games                                                            | RPG                                      |
| BreakQuest                                                                       | 2009 | Beatshapers Limited                                                                                             | Actiespel                                |
| Breath of Fire III                                                               | 2005 | CE Europe Capcom                                                                                                | RPG                                      |
| Breath of Fire IV                                                                | 2011 | Sony Computer Entertainment America Capcom                                                                      | RPG                                      |
| Brian Lara 2007: Pressure Play                                                   | 2007 | Codemasters | Sportspel                                |
| Brigandine: Grand Edition                                                        | 2008 | Happinet | RPG Strategiespel                        |
| Brooktown High                                                                   | 2007 | Konami | Simulatiespel                            |
| Brothers in Arms: D-Day                                                          | 2006 | Ubisoft | Actiespel                                |
| Brunswick Pro Bowling                                                            | 2007 | Crave Entertainment                                                                                             | Sportspel                                |
| Bubble Bobble Evolution                                                          | 2006 | Rising Star Games Codemasters                                                                                   | Actiespel                                |
| Burnout Dominator                                                                | 2007 | Electronic Arts                                                                                                 | Actiespel Autoracespel                   |
| Burnout Legends                                                                  | 2005 | Electronic Arts                                                                                                 | Actiespel Autoracespel                   |
| Bushido Blade                                                                    | 2008 | Square Enix | Actiespel                                |
| Bushido Blade 2                                                                  | 2008 | Square Enix | Actiespel                                |
| Bust-A-Move                                                                      | 2004 | Taito Corporation                                                                                               | Strategiespel                            |
| Bust-A-Move 2: Arcade Edition                                                    | 2008 | Square Enix | Strategiespel                            |
| Bust-A-Move '99                                                                  | 2008 | Taito Corporation                                                                                               | Strategiespel                            |
| Bust-a-Move Deluxe                                                               | 2006 | Taito Corporation Digital Bros. S.p.A. 505 GameStreet Majesco Entertainment Company                             | Strategiespel                            |
| Buzz!: De strafste van Nederland                                                 | 2009 | Sony Computer Entertainment Europe                                                                              | Simulatiespel                            |
| Buzz!: Master Quiz                                                               | 2008 | Sony Computer Entertainment Europe                                                                              | Simulatiespel                            |
| Buzz!: Quiz World                                                                | 2009 | Sony Computer Entertainment Europe                                                                              | Simulatiespel                            |
| Cabela's African Safari                                                          | 2007 | Activision Value Publishing                                                                                     | Sportspel                                |
| Cabela's Dangerous Hunts: Ultimate Challenge                                     | 2006 | Activision Value Publishing                                                                                     | Actiespel Sportspel                      |
| Call of Duty: Roads to Victory                                                   | 2007 | Activision | Actiespel                                |
| Canabalt                                                                         | 2012 | Beatshapers Limited                                                                                             | Actiespel                                |
| Capcom Classics Collection Reloaded                                              | 2006 | CE Europe Capcom                                                                                                | Actiespel                                |
| Capcom Classics Collection Remixed                                               | 2005 | CE Europe Capcom                                                                                                | Actiespel                                |
| Capcom Puzzle World                                                              | 2007 | CE Europe Capcom                                                                                                | Strategiespel                            |
| Car Jack Streets                                                                 | 2010 | Tag Games Limited                                                                                               | Actiespel Autoracespel                   |
| Cars                                                                             | 2006 | THQ | Autoracespel                             |
| Carnivores 2                                                                     | 2010 | Tatem Games | Actiespel Sportspel                      |
| Carnivores: Ice Age                                                              | 2011 | Beatshapers Limited                                                                                             | Actiespel Sportspel                      |
| Castlevania Chronicles                                                           | 2008 | Konami | Actiespel                                |
| Castlevania: Symphony of the Night                                               | 2009 | Konami Sony Computer Entertainment America                                                                      | Actiespel RPG                            |
| Castlevania: The Dracula X Chronicles                                            | 2007 | Konami | Actiespel                                |
| Centipede                                                                        | 2011 | Sony Computer Entertainment America                                                                             | Actiespel                                |
| Championship Bass                                                                | 2010 | Electronic Arts Electronic Arts K.K.                                                                            | Sportspel                                |
| Championship Manager                                                             | 2005 | Eidos Interactive                                                                                               | Simulatiespel Sportspel Strategiespel    |
| Championship Manager 2006                                                        | 2006 | Eidos Interactive                                                                                               | Simulatiespel Sportspel Strategiespel    |
| Championship Manager 2007                                                        | 2007 | Eidos Interactive                                                                                               | Simulatiespel Sportspel Strategiespel    |
| Chili Con Carnage                                                                | 2007 | Eidos Interactive                                                                                               | Actiespel                                |
| Cho Aniki: Kyukyoku Muteki Ginga Saikyo Otoko                                    | 2009 | extreme Ltd. MonkeyPaw Games                                                                                    | Actiespel                                |
| Cho Aniki Zero                                                                   | 2009 | GungHo Works Aksys Games Localization                                                                           | Actiespel                                |
| Chocobo no Fushigi na Dungeon                                                    | 2010 | Square Enix | RPG                                      |
| Chocobo Racing                                                                   | 2009 | Square Enix | Actiespel Autoracespel                   |
| Chocobo's Dungeon 2                                                              | 2010 | Square Enix | Actiespel RPG                            |
| Chocobo Stallion                                                                 | 2008 | Square Enix | Autoracespel Simulatiespel Strategiespel |
| Chrono Cross                                                                     | 2011 | Square Enix Sony Computer Entertainment America                                                                 | RPG                                      |
| Chrono Trigger                                                                   | 2011 | Square Enix Sony Computer Entertainment America                                                                 | RPG                                      |
| CID the Dummy                                                                    | 2009 | O-Games | Actiespel                                |
| Cladun: This is an RPG                                                           | 2010 | Nippon Ichi Software                                                                                            | Actiespel RPG                            |
| Clannad                                                                          | 2008 | Prototype | Avonturenspel                            |
| Class of Heroes                                                                  | 2008 | Acquire | RPG                                      |
| Clock Tower                                                                      | 2011 | Sun Corporation                                                                                                 | Avonturenspel                            |
| Clock Tower                                                                      | 2012 | Sun Corporation                                                                                                 | Avonturenspel                            |
| Cloudy with a Chance of Meatballs                                                | 2009 | Ubisoft | Actiespel                                |
| Coconut Dodge                                                                    | 2010 | Futurlab | Actiespel                                |
| code_18                                                                          | 2011 | CyberFront Corporation                                                                                          | Avonturenspel                            |
| code_18 (Genteiban)                                                              | 2011 | CyberFront Corporation                                                                                          | Avonturenspel                            |
| Coded Arms                                                                       | 2005 | Konami | Actiespel                                |
| Coded Arms: Contagion                                                            | 2007 | Konami | Actiespel                                |
| Code Lyoko: Quest for Infinity                                                   | 2008 | The American Game Factory                                                                                       | Actiespel                                |
| Colin McRae: Dirt 2                                                              | 2009 | SCE | Autoracespel                             |
| Colin McRae Rally 2005                                                           | 2004 | Codemasters | Autoracespel                             |
| Colin McRae Rally 2005 Plus                                                      | 2005 | Codemasters Interchannel-Holon                                                                                  | Autoracespel                             |
| Command & Conquer                                                                | 2009 | Electronic Arts                                                                                                 | Strategiespel                            |
| Command & Conquer: Red Alert                                                     | 2009 | Sony Computer Entertainment America                                                                             | Strategiespel                            |
| Command & Conquer: Red Alert - Retaliation                                       | 2009 | Electronic Arts                                                                                                 | Actiespel Strategiespel                  |
| Commander: Europe at War                                                         | 2009 | Slitherine Software UK                                                                                          | Strategiespel                            |
| Comic Party Portable                                                             | 2005 | Aquaplus | Simulatiespel                            |
| Conception: Ore no Kodomo o Undekure!                                            | 2012 | Spike Chunsoft                                                                                                  | RPG                                      |
| The Con                                                                          | 2005 | Sony Computer Entertainment America Ertain Corporation                                                          | Actiespel                                |
| Cool Boarders                                                                    | 2006 | Sony Online Entertainment                                                                                       | Sportspel                                |
| Cool Boarders 2                                                                  | 2009 | Sony Computer Entertainment America                                                                             | Sportspel                                |
| Cool Boarders 3                                                                  | 2009 | Sony Computer Entertainment America                                                                             | Sportspel                                |
| Cover Girl                                                                       | 2009 | Ubisoft | Simulatiespel                            |
| Crash Bandicoot: Crash of the Titans                                             | 2007 | Sony Computer Entertainment Incorporated Sony Computer Entertainment America                                    | Actiespel                                |
| Crash Bandicoot 2: Cortex Strikes Back                                           | 2007 | Sony Computer Entertainment Incorporated Sony Computer Entertainment America                                    | Actiespel                                |
| Crash Bandicoot: Warped                                                          | 2007 | Sony Computer Entertainment Incorporated Sony Computer Entertainment America                                    | Actiespel                                |
| Crash Bash                                                                       | 2008 | Sony Computer Entertainment Incorporated                                                                        | Actiespel                                |
| Crash: Mind over Mutant                                                          | 2008 | Sierra Entertainment                                                                                            | Actiespel                                |
| Crash of the Titans                                                              | 2007 | Sierra Entertainment                                                                                            | Actiespel                                |
| Crash Tag Team Racing                                                            | 2005 | Sierra Entertainment                                                                                            | Actiespel Autoracespel                   |
| Crazy Taxi: Fare Wars                                                            | 2007 | Sega | Actiespel Autoracespel                   |
| Creatures: Raised in Space                                                       | 2009 | Sony Computer Entertainment Europe                                                                              | Simulatiespel                            |
| Crimson Gem Saga                                                                 | 2008 | SK Telecom Atlus U.S.A.                                                                                         | RPG                                      |
| Crisis Core: Final Fantasy VII                                                   | 2007 | Square Enix Sony Computer Entertainment Korea                                                                   | Actiespel RPG                            |
| Crisis Core: Final Fantasy VII (Special Edition)                                 | 2008 | Square Enix | Actiespel RPG                            |
| Crush                                                                            | 2007 | Sega | Actiespel                                |
| Crystal Defenders                                                                | 2009 | Square Enix | Strategiespel                            |
| CTR: Crash Team Racing                                                           | 2008 | Sony Computer Entertainment Incorporated Sony Computer Entertainment America                                    | Autoracespel                             |
| Cube                                                                             | 2007 | D3Publisher D3Publisher of Europe                                                                               | Strategiespel                            |
| Cyberbots: Full Metal Madness                                                    | 2011 | Capcom | Actiespel                                |
| Dai-2-ji Super Robot Taisen                                                      | 2011 | Namco Bandai Games                                                                                              | RPG Strategiespel                        |
| Dai-3-ji Super Robot Taisen                                                      | 2011 | Namco Bandai Games                                                                                              | RPG Strategiespel                        |
| Daito Giken Koshiki Pachi-Slot Simulator: Hihoden - Fujirareta Megami Portable   | 2011 | Paon Corporation                                                                                                | Simulatiespel                            |
| Daito Giken Koshiki Pachi-Slot Simulator: Ossu! Bancho                           | 2006 | Paon Corporation Daito Giken                                                                                    | Simulatiespel                            |
| Daito Giken Koshiki Pachi-Slot Simulator: Ossu! Misao - Maguro Densetsu Portable | 2010 | Paon Corporation                                                                                                | Simulatiespel                            |
| Daito Giken Koshiki Pachi-Slot Simulator: Yoshimune Portable                     | 2006 | Paon Corporation Daito Giken                                                                                    | Simulatiespel                            |
| Danball Senki                                                                    | 2011 | Level-5 | Actiespel RPG                            |
| Danball Senki Boost                                                              | 2011 | Level-5 | Actiespel RPG                            |
| Dancing Blade: Katte ni Momotenshi!                                              | 2006 | Konami | Avonturenspel                            |
| Dante's Inferno                                                                  | 2010 | Electronic Arts                                                                                                 | Actiespel                                |
| Darius Burst                                                                     | 2009 | Taito Corporation                                                                                               | Actiespel                                |
| Dark Legend                                                                      | 2010 | MonkeyPaw Games                                                                                                 | Actiespel                                |
| Darkstalkers 3                                                                   | 2011 | Capcom | Actiespel                                |
| Darkstalkers Chronicle: The Chaos Tower                                          | 2004 | CE Europe Capcom                                                                                                | Actiespel                                |
| Darkstalkers: The Night Warriors                                                 | 2011 | Capcom | Actiespel                                |
| Daxter                                                                           | 2006 | Sony Computer Entertainment America Sony Computer Entertainment Europe                                          | Actiespel                                |
| Dead Head Fred                                                                   | 2007 | D3Publisher of America D3Publisher of Europe                                                                    | Actiespel                                |
| Dead in the Water                                                                | 2009 | Sony Computer Entertainment America                                                                             | Actiespel Autoracespel                   |
| Dead or Alive                                                                    | 2008 | Tecmo | Actiespel                                |
| Dead to Rights: Reckoning                                                        | 2005 | Namco Europe Limited Namco Hometek                                                                              | Actiespel                                |
| Death Jr.                                                                        | 2005 | Konami | Actiespel                                |
| Death Jr. II: Root of Evil                                                       | 2006 | Konami | Actiespel                                |
| Death Jr. (Limited Edition)                                                      | 2005 | Konami | Actiespel                                |
| Deception III: Dark Delusion                                                     | 2009 | Tecmo | RPG Strategiespel                        |
| Def Jam Fight for NY: The Takeover                                               | 2006 | Electronic Arts                                                                                                 | Actiespel                                |
| Delta Force: Urban Warfare                                                       | 2010 | Sony Computer Entertainment America                                                                             | Actiespel                                |
| Derby Time                                                                       | 2005 | SCE Studios Japan                                                                                               | Sportspel                                |
| Destrega                                                                         | 2011 | Sony Computer Entertainment America                                                                             | Actiespel                                |
| Destruction Derby                                                                | 2007 | Sony Computer Entertainment America                                                                             | Actiespel Autoracespel                   |
| Destructo 2                                                                      | 2010 | D3Publisher | Strategiespel                            |
| Devil Dice                                                                       | 2007 | Sony Computer Entertainment Incorporated                                                                        | Strategiespel                            |
| Dezaemon Kids!                                                                   | 2011 | MonkeyPaw Games                                                                                                 | Actiespel                                |
| Dezaemon Plus                                                                    | 2008 | Athena MonkeyPaw Games                                                                                          | Actiespel                                |
| Diabolik: The Original Sin                                                       | 2009 | Black Bean Games                                                                                                | Avonturenspel                            |
| Dice de Chocobo                                                                  | 2008 | Square Enix | Simulatiespel Strategiespel              |
| Diner Dash: Sizzle & Serve                                                       | 2007 | Eidos Interactive Secret Stash Games                                                                            | Actiespel                                |
| Dino Crisis                                                                      | 2006 | Capcom | Actiespel Strategiespel                  |
| Dino Crisis 2                                                                    | 2011 | Sony Computer Entertainment America Capcom                                                                      | Actiespel                                |
| Dirt Jockey: Heavy Equipment Operator                                            | 2010 | Sony Computer Entertainment America                                                                             | Simulatiespel                            |
| Disgaea 2: Dark Hero Days                                                        | 2009 | NIS America | RPG Strategiespel                        |
| Disgaea: Afternoon of Darkness                                                   | 2007 | NIS America Nippon Ichi Software KOEI                                                                           | RPG Strategiespel                        |
| Disgaea Infinite                                                                 | 2010 | NIS America | Avonturenspel                            |
| Disney Pirates of the Caribbean: At World's End                                  | 2007 | Disney Interactive Studios                                                                                      | Actiespel                                |
| Disney•Pixar A Bug's Life                                                        | 2010 | Sony Computer Entertainment America                                                                             | Actiespel                                |
| Disney•Pixar Cars                                                                | 2006 | THQ | Autoracespel                             |
| Disney•Pixar Cars: Race-O-Rama                                                   | 2009 | THQ | Autoracespel                             |
| Disney•Pixar's Monsters, Inc. Scare Island                                       | 2011 | Sony Computer Entertainment America                                                                             | Actiespel                                |
| Disney/Pixar's Toy Story 2: Buzz Lightyear to the Rescue!                        | 2011 | Sony Computer Entertainment America                                                                             | Actiespel                                |
| Disney•Pixar Toy Story Racer                                                     | 2010 | Sony Computer Entertainment America                                                                             | Autoracespel                             |
| Disney's Hercules                                                                | 2010 | Sony Computer Entertainment America                                                                             | Actiespel                                |
| Disney's Lilo & Stitch: Trouble in Paradise                                      | 2011 | Sony Computer Entertainment America                                                                             | Actiespel                                |
| Disney's Pooh's Party Game: In Search of the Treasure                            | 2009 | | Actiespel                                |
| Disney's The Emperor's New Groove                                                | 2011 | Sony Computer Entertainment America                                                                             | Actiespel                                |
| Disney's The Little Mermaid II                                                   | 2012 | THQ | Actiespel                                |
| Dissidia 012 Final Fantasy                                                       | 2011 | Square Enix Sony Computer Entertainment Incorporated                                                            | Actiespel                                |
| Dissidia 012 Final Fantasy: Emperor - Arubboth                                   | 2011 | Square Enix | Actiespel RPG                            |
| Dissidia 012 Final Fantasy                                                       | 2011 | Square Enix | Actiespel RPG                            |
| Dissidia 012: Final Fantasy (Legacy Edition)                                     | 2011 | Square Enix | Actiespel                                |
| Dissidia: Final Fantasy                                                          | 2008 | Square Enix Sony Computer Entertainment Incorporated                                                            | Actiespel RPG                            |
| Dissidia: Final Fantasy (Limited Collector's Edition)                            | 2009 | Square Enix | Actiespel RPG                            |
| DJ Max Fever                                                                     | 2009 | PM Studios | Actiespel                                |
| DJ Max Portable                                                                  | 2006 | Pentavision Entertainment                                                                                       | Actiespel                                |
| DJ Max Portable 2                                                                | 2007 | Pentavision Entertainment                                                                                       | Actiespel                                |
| DoDonPachi                                                                       | 2010 | HAMSTER Corporation                                                                                             | Actiespel                                |
| Doko Demo Issyo                                                                  | 2004 | SCE Studios Japan                                                                                               | Simulatiespel                            |
| DonPachi                                                                         | 2010 | HAMSTER Corporation                                                                                             | Actiespel                                |
| Doraslot: Shuyaku ha Zenigata                                                    | 2005 | Dorasu (Dorart)                                                                                                 | Simulatiespel                            |
| DoraSlots Super Hana Hana -- 30                                                  | 2005 | Dorasu (Dorart)                                                                                                 | Simulatiespel                            |
| DoublePack: Disney/Pixar Cars + Disney/Pixar Ratatouille                         | 2009 | THQ | Compilatiespel                           |
| DoublePack: MX vs. ATV Untamed / Juiced 2: Hot Import Nights                     | 2009 | THQ | Compilatiespel                           |
| Downstream Panic!                                                                | 2008 | Atari Atari Europe S.A.S.U.                                                                                     | Strategiespel                            |
| Dracula: Undead Awakening                                                        | 2009 | Chillingo | Actiespel                                |
| Dragon Ball Z: Shin Budokai - Another Road                                       | 2007 | Namco Bandai Games Atari Namco Bandai Games Europe SAS                                                          | Actiespel                                |
| Dragoneer's Aria                                                                 | 2007 | Nippon Ichi Software KOEI                                                                                       | RPG                                      |
| Dragon Quest & Final Fantasy in Itadaki Street Portable                          | 2006 | Square Enix | Strategiespel                            |
| Dragon's Lair                                                                    | 2011 | Digital Leisure                                                                                                 | Actiespel                                |
| Driver '76                                                                       | 2007 | Ubisoft | Actiespel Autoracespel                   |
| Dungeon Explorer                                                                 | 2011 | Hudson Entertainment                                                                                            | Actiespel RPG                            |
| Dungeon Explorer: Warriors of Ancient Arts                                       | 2008 | Hudson Entertainment                                                                                            | Actiespel RPG                            |
| Dungeon Maker: Hunting Ground                                                    | 2006 | Taito Corporation XSEED Games                                                                                   | Actiespel RPG                            |
| Dungeons & Dragons Tactics                                                       | 2007 | Atari | RPG                                      |
| Dungeon Siege: Throne of Agony                                                   | 2006 | 2K Games | RPG                                      |
| Dynasty Warriors PSP                                                             | 2004 | KOEI | Actiespel Strategiespel                  |
| Dynasty Warriors 6                                                               | 2009 | KOEI | Actiespel Strategiespel                  |
| Dynasty Warriors 6: Empires                                                      | 2010 | KOEI | Actiespel RPG                            |
| Dynasty Warriors: Strikeforce                                                    | 2009 | KOEI | Actiespel Strategiespel                  |
| Dynasty Warriors Vol.2                                                           | 2006 | Tecmo Koei Games KOEI                                                                                           | Actiespel Strategiespel                  |
| EA Replay                                                                        | 2006 | Electronic Arts                                                                                                 | Compilatiespel                           |
| echochrome                                                                       | 2008 | Sony Computer Entertainment Incorporated Sony Computer Entertainment America Sony Computer Entertainment Europe | Simulatiespel                            |
| Echo Night                                                                       | 2007 | From Software                                                                                                   | Avonturenspel                            |
| Echo Night#2: Nemuri no Shihaisha                                                | 2007 | From Software                                                                                                   | Avonturenspel                            |
| echoshift                                                                        | 2010 | Sony Computer Entertainment Europe                                                                              | Simulatiespel                            |
| Edge                                                                             | 2010 | Mobigame S.A.R.L.                                                                                               | Actiespel                                |
| Ehrgeiz: God Bless the Ring                                                      | 2008 | Square Enix | Actiespel RPG                            |
| Einhänder                                                                        | 2008 | Square Enix | Actiespel                                |
| Eragon                                                                           | 2006 | Sierra Entertainment Vivendi Universal Games                                                                    | Actiespel                                |
| Everyday Shooter                                                                 | 2008 | Sony Computer Entertainment Incorporated Sony Computer Entertainment America                                    | Actiespel                                |
| Every Extend Extra                                                               | 2006 | Buena Vista Games                                                                                               | Actiespel                                |
| EXIT                                                                             | 2005 | Ubisoft Taito Corporation                                                                                       | Actiespel                                |
| Exit 2                                                                           | 2006 | Taito Corporation                                                                                               | Actiespel Strategiespel                  |
| Extreme Pinball                                                                  | 2010 | Sony Computer Entertainment America Electronic Arts                                                             | Actiespel                                |
| F1 2009                                                                          | 2009 | The Codemasters Software Company Limited                                                                        | Autoracespel                             |
| F1 Grand Prix                                                                    | 2005 | Sony Computer Entertainment Japan Sony Computer Entertainment America Sony Computer Entertainment Europe        | Autoracespel Sportspel                   |
| Fading Shadows                                                                   | 2008 | Agetec Ivolgamus UAB                                                                                            | Actiespel                                |
| Family Guy Video Game!                                                           | 2006 | 2K Games | Actiespel                                |
| Fantastic Night Dreams: Cotton                                                   | 2007 | Success | Actiespel                                |
| Farm Frenzy                                                                      | 2010 | Alawar Entertainment                                                                                            | Strategiespel                            |
| The Fast and the Furious                                                         | 2007 | Namco Bandai Games America                                                                                      | Autoracespel                             |
| Fatal Fury: King of Fighters                                                     | 2010 | SNK Playmore USA                                                                                                | Actiespel                                |
| Fatal Fury: Wild Ambition                                                        | 2007 | SNK Playmore | Actiespel                                |
| Fat Princess: Fistful of Cake                                                    | 2010 | Sony Computer Entertainment America Sony Computer Entertainment Europe                                          | Actiespel                                |
| Field Commander                                                                  | 2006 | Ubisoft Sony Online Entertainment                                                                               | Strategiespel                            |
| Fieldrunners                                                                     | 2009 | Subatomic Studios                                                                                               | Strategiespel                            |
| FIFA Soccer 05 (ook wel FIFA 05)                                                 | 2005 | Electronic Arts                                                                                                 | Sportspel                                |
| FIFA Soccer 06 (ook wel FIFA 06)                                                 | 2005 | EA Sports | Sportspel                                |
| FIFA Soccer 07 (ook wel FIFA 07)                                                 | 2006 | EA Sports | Sportspel                                |
| FIFA Soccer 08 (ook wel FIFA 08)                                                 | 2007 | EA Sports | Sportspel                                |
| FIFA Soccer 09 (ook wel FIFA 09)                                                 | 2008 | EA Sports | Sportspel                                |
| FIFA Soccer 10 (ook wel FIFA 10)                                                 | 2009 | EA Sports | Sportspel                                |
| FIFA Soccer 11 (ook wel FIFA 11)                                                 | 2010 | EA Sports | Sportspel                                |
| FIFA Soccer 12 (ook wel FIFA 12)                                                 | 2011 | EA Sports | Sportspel                                |
| FIFA Street 2                                                                    | 2006 | EA Sports | Sportspel                                |
| FIFA World Cup: Germany 2006                                                     | 2006 | EA Sports | Sportspel                                |
| Fighting Force                                                                   | 2009 | Eidos | Actiespel                                |
| Fight Night Round 3                                                              | 2006 | Electronic Arts                                                                                                 | Actiespel Simulatiespel Sportspel        |
| Final Fantasy                                                                    | 2009 | Square Enix | RPG                                      |
| Final Fantasy                                                                    | 2007 | Square Enix | RPG                                      |
| Final Fantasy 25th Anniversary Digital Collection                                | 2013 | Square Enix | RPG                                      |
| Final Fantasy 25th Anniversary Ultimate Box                                      | 2012 | Square Enix | RPG                                      |
| Final Fantasy II                                                                 | 2007 | Square Enix | RPG                                      |
| Final Fantasy II                                                                 | 2009 | Square Enix | RPG                                      |
| Final Fantasy II                                                                 | 2012 | Square | RPG                                      |
| Final Fantasy III                                                                | 2011 | Square Enix Sony Computer Entertainment America                                                                 | RPG                                      |
| Final Fantasy III                                                                | 2012 | Square Enix | RPG                                      |
| Final Fantasy IV: The Complete Collection                                        | 2011 | Square Enix Sony Computer Entertainment America                                                                 | RPG                                      |
| Final Fantasy IX                                                                 | 2010 | Square Enix | RPG                                      |
| Final Fantasy Origins                                                            | 2012 | Square Enix | RPG                                      |
| Final Fantasy Tactics (ook wel Final Fantasy Tactics: The War of The Lions)      | 2007 | Square Enix | RPG Strategiespel                        |
| Final Fantasy Type-0                                                             | 2011 | Square Enix | Actiespel Avonturenspel RPG              |
| Final Fantasy Type-0 (Collector's Pack)                                          | 2011 | Square Enix | Actiespel Avonturenspel RPG              |
| Final Fantasy V                                                                  | 2011 | Square Enix Sony Computer Entertainment America                                                                 | RPG                                      |
| Final Fantasy VII                                                                | 2009 | Square Enix Sony Computer Entertainment America                                                                 | RPG                                      |
| Final Fantasy VIII                                                               | 2009 | Square Enix | RPG                                      |
| Finder Love: Aki Hoshino                                                         | 2006 | Capcom | Actiespel Avonturenspel Simulatiespel    |
| Fired Up                                                                         | 2005 | Sony Computer Entertainment Europe                                                                              | Actiespel Autoracespel                   |
| Fire Pro Wrestling G                                                             | 2009 | Spike Chunsoft                                                                                                  | Sportspel                                |
| FlatOut: Head On                                                                 | 2008 | Empire Interactive Europe Empire Interactive Entertainment                                                      | Actiespel Autoracespel                   |
| flOw                                                                             | 2008 | Sony Computer Entertainment America                                                                             | Actiespel                                |
| Football Manager Handheld (ook wel Football Manager 2006)                        | 2006 | Sega | Simulatiespel Sportspel                  |
| Football Manager Handheld 2009 (ook wel Football Manager 2009)                   | 2008 | Sega | Simulatiespel Sportspel Strategiespel    |
| Ford Bold Moves Street Racing                                                    | 2006 | Xplosiv Eidos                                                                                                   | Autoracespel                             |
| Ford Racing                                                                      | 2009 | Sony Computer Entertainment America                                                                             | Autoracespel Simulatiespel               |
| Ford Racing Off Road                                                             | 2008 | Xplosiv | Autoracespel                             |
| Ford Street Racing (XR Edition)                                                  | 2007 | Xplosiv | Autoracespel                             |
| Formula One 06                                                                   | 2006 | Sony Computer Entertainment Europe                                                                              | Autoracespel                             |
| Fortix                                                                           | 2009 | Nemesys Team Studio                                                                                             | Actiespel                                |
| Frantix                                                                          | 2005 | Ubisoft Platform Publishing                                                                                     | Actiespel                                |
| Freak Out: Extreme Freeride                                                      | 2007 | JoWooD Productions Software AG                                                                                  | Actiespel Sportspel                      |
| Free Running                                                                     | 2007 | Reef Entertainment                                                                                              | Actiespel Sportspel                      |
| Fret Nice                                                                        | 2010 | Tecmo | Actiespel                                |
| Frogger: Helmet Chaos                                                            | 2005 | Konami | Actiespel                                |
| From Russia with Love Starring Sean Connery as James Bond                        | 2006 | Electronic Arts                                                                                                 | Actiespel Autoracespel                   |
| Front Mission 1st                                                                | 2008 | Square Enix | RPG Strategiespel                        |
| Front Mission 2                                                                  | 2008 | Square Enix | RPG Strategiespel                        |
| Front Mission 3                                                                  | 2009 | Square Enix Sony Computer Entertainment America                                                                 | RPG Strategiespel                        |
| Front Mission Alternative                                                        | 2010 | Square Enix | RPG Strategiespel                        |
| Full Auto 2: Battlelines                                                         | 2007 | Sega | Actiespel Autoracespel                   |
| Future Cop L.A.P.D.                                                              | 2012 | Electronic Arts                                                                                                 | Actiespel                                |
| Galaxy Fight: Universal Warriors                                                 | 2010 | MonkeyPaw Games                                                                                                 | Actiespel                                |
| Ganbare Goemon: Uchu Kaizoku Akogingu                                            | 2007 | Konami | Actiespel                                |
| Gangs of London                                                                  | 2006 | Sony Computer Entertainment Europe                                                                              | Actiespel                                |
| G-Darius                                                                         | 2008 | Square Enix | Actiespel                                |
| Gekioh: Shooting King                                                            | 2008 | HAMSTER Corporation MonkeyPaw Games                                                                             | Actiespel                                |
| Gekiso Tomarunner                                                                | 2006 | Sony Computer Entertainment Incorporated                                                                        | Autoracespel                             |
| Generation of Chaos                                                              | 2005 | NIS America Idea Factory                                                                                        | Actiespel RPG Strategiespel              |
| Gex                                                                              | 2009 | Sony Computer Entertainment America Sony Computer Entertainment Europe                                          | Actiespel                                |
| Ghost in the Shell: Stand Alone Complex                                          | 2005 | Sony Computer Entertainment Incorporated Bandai Bandai Games                                                    | Actiespel                                |
| Ghost Rider                                                                      | 2007 | 2K Games | Actiespel                                |
| G.I. Joe: The Rise of Cobra                                                      | 2009 | Electronic Arts                                                                                                 | Actiespel                                |
| Gitaroo Man Lives!                                                               | 2006 | KOEI | Simulatiespel                            |
| The Godfather: The Game                                                          | 2006 | Electronic Arts                                                                                                 | Avonturenspel Actiespel                  |
| God of War: Chains of Olympus                                                    | 2008 | Sony Computer Entertainment America Sony Computer Entertainment Europe                                          | Actiespel                                |
| God of War: Ghost of Sparta                                                      | 2010 | Sony Computer Entertainment America Sony Computer Entertainment Europe                                          | Actiespel                                |
| The Golden Compass                                                               | 2007 | Sega | Actiespel                                |
| Go! Puzzle                                                                       | 2008 | Sony Computer Entertainment America                                                                             | Strategiespel                            |
| Go! Sudoku                                                                       | 2005 | Sony Computer Entertainment Incorporated Ubisoft Sony Computer Entertainment Europe                             | Educatiespel Strategiespel               |
| Gradius Collection                                                               | 2006 | Konami | Actiespel                                |
| Grandia                                                                          | 2009 | Sony Computer Entertainment America Game Arts                                                                   | RPG                                      |
| Grand Theft Auto: Chinatown Wars                                                 | 2009 | Rockstar Games CyberFront Corporation                                                                           | Actiespel Autoracespel                   |
| Grand Theft Auto: Liberty City Stories                                           | 2005 | Capcom Rockstar Games                                                                                           | Actiespel Autoracespel                   |
| Grand Theft Auto: Vice City Stories                                              | 2006 | Rockstar Games                                                                                                  | Actiespel Autoracespel                   |
| Gran Turismo                                                                     | 2009 | Sony Computer Entertainment America Sony Computer Entertainment Europe                                          | Autoracespel Simulatiespel               |
| greenTech+                                                                       | 2011 | YoYo Games | Actiespel                                |
| Gretzky NHL                                                                      | 2005 | Sony Computer Entertainment America                                                                             | Sportspel                                |
| Gretzky NHL 06                                                                   | 2005 | Sony Computer Entertainment Sony Computer Entertainment America                                                 | Sportspel                                |
| GripShift                                                                        | 2005 | Ubisoft Platform Publishing Red Mile Entertainment Ubisoft KK                                                   | Autoracespel                             |
| Guerrilla War                                                                    | 2011 | SNK Playmore USA                                                                                                | Actiespel                                |
| Guilty Gear                                                                      | 2007 | Arc System Works                                                                                                | Actiespel                                |
| Guilty Gear Judgment                                                             | 2006 | Arc System Works                                                                                                | Actiespel                                |
| Guilty Gear X2: The Midnight Carnival #Reload                                    | 2005 | Sega | Actiespel                                |
| Guilty Gear XX ? Core Plus                                                       | 2008 | Arc System Works                                                                                                | Actiespel                                |
| Gundam Battle Tactics                                                            | 2005 | Bandai | Actiespel                                |
| Gundam Battle Royale                                                             | 2006 | Bandai | Actiespel                                |
| Gunpey                                                                           | 2006 | Namco Bandai Games America                                                                                      | Strategiespel                            |
| Gun: Showdown                                                                    | 2006 | Activision | Actiespel                                |
| Gurumin: A Monstrous Adventure                                                   | 2006 | LLC Mastiff Nihon Falcom                                                                                        | Actiespel                                |
| Hakuoki: Demon of the Fleeting Blossom                                           | 2009 | Idea Factory Aksys Games Localization                                                                           | Avonturenspel                            |
| Hakuoki: Demon of the Fleeting Blossom (Limited Edition)                         | 2012 | Aksys Games Localization                                                                                        | Avonturenspel                            |
| Hakuoki: Warriors of the Shinsengumi                                             | 2012 | Idea Factory Aksys Games Localization                                                                           | Actiespel                                |
| HAL 21                                                                           | 2011 | SNK Playmore USA                                                                                                | Actiespel                                |
| Half-Minute Hero                                                                 | 2009 | Rising Star Games XSEED Games Marvelous Entertainment                                                           | Actiespel RPG                            |
| Hard Rock Casino                                                                 | 2007 | Crave Entertainment                                                                                             | Simulatiespel                            |
| Harry Potter and the Goblet of Fire                                              | 2005 | Electronic Arts                                                                                                 | Actiespel                                |
| Harry Potter en de Halfbloed Prins                                               | 2009 | Electronic Arts                                                                                                 | Actiespel                                |
| Harry Potter en de Orde van de Feniks                                            | 2007 | Electronic Arts                                                                                                 | Actiespel                                |
| Harvest Moon: Back to Nature                                                     | 2008 | Sony Computer Entertainment America Marvelous Entertainment                                                     | Simulatiespel                            |
| Harvest Moon: Hero of Leaf Valley                                                | 2010 | Natsume | Simulatiespel                            |
| Harvey Birdman: Attorney at Law                                                  | 2008 | Capcom | Avonturenspel                            |
| Hatsune Miku: Project DIVA Extend                                                | 2011 | Sega | Actiespel                                |
| Heatseeker                                                                       | 2007 | The Codemasters Software Company Limited Red Mile Entertainment                                                 | Actiespel                                |
| Hellboy: The Science of Evil                                                     | 2008 | Konami | Actiespel                                |
| Hello Kitty: Puzzle Party                                                        | 2009 | Dorasu | Strategiespel                            |
| Hello Kitty to Issho! Block Crash 123!!                                          | 2010 | Dorasu | Actiespel                                |
| Hexyz Force                                                                      | 2010 | Atlus U.S.A. | RPG                                      |
| Higurashi Daybreak                                                               | 2008 | Alchemist | Actiespel                                |
| The Hilton Family                                                                | 2009 | Hilton Garden Inn                                                                                               | Educatiespel Simulatiespel               |
| Hi-Octane                                                                        | 2010 | Sony Computer Entertainment America Electronic Arts                                                             | Autoracespel                             |
| The History Channel: Great Battles of Rome                                       | 2007 | Black Bean Games                                                                                                | Strategiespel                            |
| HOARD                                                                            | 2010 | Big Sandwich Games                                                                                              | Actiespel Strategiespel                  |
| Hogs of War                                                                      | 2013 | Sony Computer Entertainment America                                                                             | Strategiespel                            |
| Hokuto no Ken: Raoh Gaiden - Ten no Hao                                          | 2009 | Interchannel | Actiespel                                |
| Holy Invasion of Privacy, Badman! What Did I Do to Deserve This?                 | 2007 | Sony Computer Entertainment Incorporated NIS America Sony Computer Entertainment Europe                         | Strategiespel                            |
| Hoshizora Planet: One Small Step for...                                          | 2011 | CyberFront Corporation                                                                                          | Avonturenspel                            |
| Hoshizora Planet: One Small Step for... (Genteiban)                              | 2011 | CyberFront Corporation                                                                                          | Avonturenspel                            |
| Hot Pixel                                                                        | 2007 | Atari Atari Europe S.A.S.U.                                                                                     | Actiespel                                |
| Hot Shots Golf 2                                                                 | 2006 | Sony Online Entertainment Sony Computer Entertainment Europe                                                    | Sportspel                                |
| Hot Shots Golf: Open Tee                                                         | 2004 | Sony Computer Entertainment Incorporated Sony Computer Entertainment America Sony Computer Entertainment Europe | Sportspel                                |
| Hot Shots Golf: Open Tee 2                                                       | 2008 | Sony Computer Entertainment America                                                                             | Sportspel                                |
| Hot Shots Tennis: Get a Grip                                                     | 2010 | Sony Computer Entertainment America Sony Computer Entertainment Europe                                          | Sportspel                                |
| Hot Wheels: Ultimate Racing                                                      | 2007 | Destination Software                                                                                            | Actiespel Autoracespel                   |
| The Hustle: Detroit Streets                                                      | 2005 | Deep Silver Activision Value Publishing                                                                         | Sportspel                                |
| Ikari III: The Rescue                                                            | 2012 | SNK Playmore USA                                                                                                | Actiespel                                |
| Ikari Warriors                                                                   | 2011 | SNK Playmore USA                                                                                                | Actiespel                                |
| Ikari Warriors II: Victory Road                                                  | 2011 | SNK Playmore USA                                                                                                | Actiespel                                |
| The Impossible Game                                                              | 2011 | Grip Digital s.r.o.                                                                                             | Actiespel                                |
| Impossible Mission                                                               | 2007 | System 3 Software                                                                                               | Actiespel                                |
| Indiana Jones and the Staff of Kings                                             | 2009 | LucasArts | Actiespel                                |
| Infected                                                                         | 2005 | Majesco Entertainment Company                                                                                   | Actiespel                                |
| Initial D: Street Stage                                                          | 2006 | Sega | Autoracespel                             |
| Innocent Life: A Futuristic Harvest Moon                                         | 2006 | Rising Star Games Natsume Marvelous Interactive                                                                 | Simulatiespel                            |
| Intelligent Qube                                                                 | 2007 | Sony Computer Entertainment Incorporated                                                                        | Strategiespel                            |
| International Track & Field                                                      | 2009 | Konami | Sportspel                                |
| Invizimals                                                                       | 2009 | Sony Computer Entertainment                                                                                     | Simulatiespel                            |
| I.Q Mania                                                                        | 2006 | Sony Computer Entertainment Incorporated                                                                        | Strategiespel                            |
| Iron Man                                                                         | 2008 | Sega | Actiespel                                |
| Jackass: The Game                                                                | 2007 | Red Mile Entertainment                                                                                          | Actiespel                                |
| Jade Cocoon: Story of the Tamamayu                                               | 2008 | Genki | RPG                                      |
| Jak and Daxter: The Lost Frontier                                                | 2009 | Sony Computer Entertainment America Sony Computer Entertainment Europe                                          | Actiespel                                |
| James Cameron's Avatar: The Game                                                 | 2009 | Ubisoft | Actiespel                                |
| Jane's Hotel                                                                     | 2011 | Beatshapers Limited                                                                                             | Strategiespel                            |
| Jeanne d'Arc                                                                     | 2007 | Sony Computer Entertainment America                                                                             | RPG Strategiespel                        |
| Jet de GO! Pocket                                                                | 2005 | Taito Corporation                                                                                               | Simulatiespel                            |
| Jet Moto                                                                         | 2007 | Sony Computer Entertainment America                                                                             | Autoracespel                             |
| Jet Moto 2                                                                       | 2008 | Sony Computer Entertainment America                                                                             | Actiespel Autoracespel Sportspel         |
| Jet Moto 3                                                                       | 2008 | Sony Computer Entertainment America                                                                             | Actiespel Autoracespel Sportspel         |
| Jetpack Joyride                                                                  | 2012 | Beatshapers Limited                                                                                             | Actiespel                                |
| Jigsaw Madness                                                                   | 2010 | Sony Computer Entertainment America                                                                             | Strategiespel                            |
| Jikkyou Powerful Pro Baseball Portable                                           | 2006 | Konami | Sportspel                                |
| Jikkyou Powerful Pro Baseball Portable 2                                         | 2007 | Konami | Sportspel                                |
| Jikkyou Powerful Pro Baseball Portable 3                                         | 2008 | Konami | Sportspel                                |
| Jikkyou Powerful Pro Baseball Portable 4                                         | 2009 | Konami | Sportspel                                |
| Jikkyou Powerful Pro Baseball 2010                                               | 2010 | Konami | Sportspel                                |
| Juiced: Eliminator                                                               | 2006 | THQ | Autoracespel                             |
| Juiced 2: Hot Import Nights                                                      | 2007 | THQ | Autoracespel                             |
| Jumping Flash!                                                                   | 2006 | Sony Computer Entertainment Incorporated Sony Computer Entertainment America                                    | Actiespel                                |
| Jumping Flash! 2                                                                 | 2007 | Sony Computer Entertainment Incorporated                                                                        | Actiespel                                |
| Justice League Heroes                                                            | 2006 | Warner Bros. Interactive Entertainment                                                                          | Actiespel                                |
| Kagero: Deception II                                                             | 2008 | Tecmo | RPG Strategiespel                        |
| Kanon                                                                            | 2007 | Prototype | Avonturenspel                            |
| Kao Challengers                                                                  | 2005 | Atari Europe S.A.S.U.                                                                                           | Actiespel                                |
| Killzone: Liberation                                                             | 2006 | Sony Computer Entertainment America Sony Computer Entertainment Europe                                          | Actiespel Strategiespel                  |
| Kingdom Hearts: Birth by Sleep                                                   | 2010 | Square Enix | Actiespel RPG                            |
| Kingdom Hearts: Birth by Sleep (Special Edition)                                 | 2010 | Square Enix | Actiespel RPG                            |
| Kingdom of Paradise                                                              | 2005 | Sony Computer Entertainment Incorporated Sony Computer Entertainment America Sony Computer Entertainment Europe | Actiespel RPG                            |
| The King of Fighters '94                                                         | 2010 | SNK Playmore USA                                                                                                | Actiespel                                |
| The King of Fighters '95                                                         | 2007 | SNK Playmore USA SNK Playmore                                                                                   | Actiespel                                |
| The King of Fighters '96                                                         | 2007 | SNK Playmore USA SNK Playmore                                                                                   | Actiespel                                |
| The King of Fighters '98: The Slugfest                                           | 2007 | SNK Playmore | Actiespel                                |
| The King of Fighters '99: Millennium Battle                                      | 2007 | SNK Playmore USA SNK Playmore                                                                                   | Actiespel                                |
| The King of Fighters Collection: The Orochi Saga                                 | 2008 | SNK Playmore USA                                                                                                | Actiespel                                |
| King's Field                                                                     | 2007 | Sony Computer Entertainment Japan                                                                               | Actiespel RPG                            |
| King's Field                                                                     | 2007 | From Software                                                                                                   | Actiespel RPG                            |
| King's Field II                                                                  | 2007 | From Software                                                                                                   | Actiespel RPG                            |
| The King of Fighters '97                                                         | 2007 | SNK Playmore | Actiespel                                |
| Kinnikuman: Muscle Generations                                                   | 2006 | Bandai | Actiespel Sportspel                      |
| Klonoa: Door to Phantomile                                                       | 2011 | Sony Computer Entertainment America                                                                             | Actiespel                                |
| Knights in the Nightmare                                                         | 2010 | Atlus U.S.A. Atlus                                                                                              | RPG Strategiespel                        |
| Konami Antiques: MSX Collection Vol. 1                                           | 2006 | Konami | Compilatiespel                           |
| Konami Antiques: MSX Collection Vol. 2                                           | 2006 | Konami | Compilatiespel                           |
| Kotoba no Puzzle: Mojipittan                                                     | 2004 | Namco | Puzzelspel                               |
| K-ON! Houkago Live!!                                                             | 2010 | Sega | Actiespel Simulatiespel                  |
| Kuroi Hitomi no Noah: Cielgris Fantasm                                           | 2008 | Gust | RPG                                      |
| Kurushi Final: Mental Blocks                                                     | 2008 | Sony Computer Entertainment Incorporated Sony Computer Entertainment Europe                                     | Strategiespel                            |
| Kyuiin                                                                           | 2010 | HAMSTER Corporation MonkeyPaw Games                                                                             | Actiespel                                |
| Lara Croft Tomb Raider: Anniversary                                              | 2007 | Spike Eidos Interactive Eidos                                                                                   | Actiespel                                |
| Lara Croft Tomb Raider: Legend                                                   | 2006 | Eidos Interactive Eidos                                                                                         | Actiespel                                |
| L. A. Rush                                                                       | 2006 | Midway Games Midway Home Entertainment                                                                          | Autoracespel                             |
| The Last Blade                                                                   | 2007 | SNK Playmore | Actiespel                                |
| League Bowling                                                                   | 2011 | SNK Playmore USA                                                                                                | Sportspel                                |
| Legacy of Kain: Soul Reaver                                                      | 2009 | Sony Computer Entertainment America                                                                             | Actiespel                                |
| The Legend of Dragoon                                                            | 2012 | Sony Computer Entertainment America                                                                             | RPG                                      |
| The Legend of Heroes: A Tear of Vermillion                                       | 2005 | Bandai Games Bandai                                                                                             | RPG                                      |
| The Legend of Heroes: Trails in the Sky                                          | 2006 | Nihon Falcom XSEED Games                                                                                        | RPG                                      |
| The Legend of Heroes II: Prophecy of the Moonlight Witch                         | 2006 | Namco Bandai Games America                                                                                      | RPG                                      |
| The Legend of Heroes III: Song of the Ocean                                      | 2007 | Namco Bandai Games America                                                                                      | RPG                                      |
| Legend of Mana                                                                   | 2010 | Square Enix Sony Computer Entertainment America                                                                 | Actiespel RPG                            |
| Legends of War: Patton's Campaign                                                | 2010 | S.L. Enigma Software Productions                                                                                | Strategiespel                            |
| LEGO Batman: The Videogame                                                       | 2008 | Tt Games Publishing Warner Bros. Interactive Entertainment                                                      | Actiespel                                |
| LEGO Indiana Jones 2: The Adventure Continues                                    | 2009 | Tt Games Publishing LucasArts                                                                                   | Actiespel                                |
| LEGO Indiana Jones: The Original Adventures                                      | 2008 | LucasArts | Actiespel                                |
| LEGO Pirates of the Caribbean: The Video Game                                    | 2011 | Disney Interactive Studios                                                                                      | Actiespel                                |
| LEGO Star Wars II: The Original Trilogy                                          | 2006 | Tt Games Publishing LucasArts                                                                                   | Actiespel                                |
| Lemmings                                                                         | 2006 | Sony Computer Entertainment Incorporated Sony Computer Entertainment America Sony Computer Entertainment Europe | Strategiespel                            |
| Let's Golf!                                                                      | 2010 | Gameloft | Sportspel                                |
| LittleBigPlanet                                                                  | 2009 | Sony Computer Entertainment America Sony Computer Entertainment Europe                                          | Actiespel                                |
| Little Britain: The Video Game                                                   | 2007 | Blast Entertainment                                                                                             | Actiespel Autoracespel Sportspel         |
| Little Busters!                                                                  | 2010 | Prototype | Avonturenspel                            |
| LocoRoco                                                                         | 2006 | Sony Computer Entertainment America Sony Computer Entertainment Europe                                          | Actiespel Strategiespel                  |
| LocoRoco 2                                                                       | 2008 | Sony Computer Entertainment America Sony Computer Entertainment Europe                                          | Actiespel Strategiespel                  |
| LocoRoco: Midnight Carnival                                                      | 2009 | Sony Computer Entertainment Europe                                                                              | Actiespel                                |
| Lord of Apocalypse                                                               | 2011 | Square Enix | Actiespel RPG                            |
| Lord of Arcana                                                                   | 2010 | Square Enix Square Enix Europe                                                                                  | Actiespel RPG                            |
| The Lord of the Rings: Aragorn's Quest                                           | 2010 | Warner Bros. Interactive Entertainment                                                                          | Actiespel RPG                            |
| The Lord of the Rings: Tactics                                                   | 2005 | Electronic Arts                                                                                                 | RPG Strategiespel                        |
| Lumines: Puzzle Fusion                                                           | 2004 | Ubisoft Bandai                                                                                                  | Strategiespel                            |
| Lumines II                                                                       | 2006 | Buena Vista Games                                                                                               | Strategiespel                            |
| Luxor: The Wrath of Set                                                          | 2006 | LLC MumboJumbo                                                                                                  | Strategiespel                            |
| M.A.C.H.: Modified Air Combat Heroes                                             | 2007 | Sierra Entertainment                                                                                            | Actiespel                                |
| Madden NFL 06                                                                    | 2005 | Electronic Arts                                                                                                 | Sportspel                                |
| Madden NFL 07                                                                    | 2006 | Electronic Arts                                                                                                 | Sportspel                                |
| Madden NFL 08                                                                    | 2007 | Electronic Arts                                                                                                 | Sportspel                                |
| Madden NFL 09                                                                    | 2008 | Electronic Arts                                                                                                 | Sportspel                                |
| Madden NFL 10                                                                    | 2009 | Electronic Arts                                                                                                 | Sportspel                                |
| Madden NFL 11                                                                    | 2010 | Electronic Arts                                                                                                 | Sportspel                                |
| Magical Drop                                                                     | 2011 | MonkeyPaw Games                                                                                                 | Strategiespel                            |
| Magical Drop F                                                                   | 2010 | MonkeyPaw Games                                                                                                 | RPG Strategiespel                        |
| Magic Carpet                                                                     | 2010 | Sony Computer Entertainment America                                                                             | Actiespel                                |
| Magician Lord                                                                    | 2011 | SNK Playmore USA                                                                                                | Actiespel                                |
| Mahjong Taikai                                                                   | 2004 | KOEI | Strategiespel                            |
| Mahjong Mahjong                                                                  | 2013 | | Puzzelspel                               |
| Mahjong Kakutou Ku-Ra-Bu (ook wel Mahjong Fight Club)                            | 2004 | Konami | Strategiespel                            |
| Mahjong Uranai Fortuna-Tsuki no Megami Tachi                                     | 2013 | Sony Entertainment Network                                                                                      | Strategiespel                            |
| Major League Baseball 2K6                                                        | 2006 | 2K Sports | Sportspel                                |
| Major League Baseball 2K7                                                        | 2007 | 2K Games | Sportspel                                |
| Major League Baseball 2K8                                                        | 2008 | 2K Games | Sportspel                                |
| Major League Baseball 2K9                                                        | 2009 | 2K Sports | Sportspel                                |
| Mana Khemia: Alchemists of Al-Revis                                              | 2009 | NIS America | RPG                                      |
| Manhunt 2                                                                        | 2007 | Rockstar Games                                                                                                  | Actiespel                                |
| Marionette Company                                                               | 2010 | GungHo Online Entertainment                                                                                     | Avonturenspel Simulatiespel              |
| Marvel Nemesis: Rise of the Imperfects                                           | 2005 | Electronic Arts                                                                                                 | Actiespel                                |
| Marvel Super Hero Squad                                                          | 2009 | THQ | Actiespel                                |
| Marvel Trading Card Game                                                         | 2007 | Konami | Strategiespel                            |
| Marvel Ultimate Alliance                                                         | 2006 | Activision | Actiespel RPG                            |
| Marvel Ultimate Alliance 2                                                       | 2009 | Activision | Actiespel RPG                            |
| Mass Destruction                                                                 | 2010 | Sony Computer Entertainment America                                                                             | Actiespel Strategiespel                  |
| Master of Monsters: Disciples of Gaia                                            | 2008 | HAMSTER Corporation                                                                                             | Strategiespel                            |
| Medal of Honor                                                                   | 2009 | Sony Computer Entertainment America Electronic Arts                                                             | Actiespel                                |
| Medal of Honor: Heroes                                                           | 2006 | Electronic Arts Electronic Arts K.K.                                                                            | Actiespel                                |
| Medal of Honor: Heroes 2                                                         | 2007 | Electronic Arts                                                                                                 | Actiespel                                |
| Medal of Honor: Underground                                                      | 2009 | Sony Computer Entertainment America Electronic Arts                                                             | Actiespel                                |
| Medical 91                                                                       | 2008 | Takuyo | Avonturenspel                            |
| MediEvil                                                                         | 2007 | Sony Computer Entertainment America                                                                             | Actiespel                                |
| MediEvil: Resurrection                                                           | 2005 | Sony Computer Entertainment America Sony Computer Entertainment Europe                                          | Actiespel                                |
| Mega Bomberman                                                                   | 2011 | Hudson Entertainment                                                                                            | Actiespel                                |
| Mega Man 3                                                                       | 2011 | Capcom | Actiespel                                |
| Mega Man Legends (ook wel Rockman Dash)                                          | 2005 | Capcom | Actiespel                                |
| Mega Man Legends 2 (ook wel Rockman Dash 2)                                      | 2005 | Capcom | Actiespel RPG                            |
| Mega Man Maverick Hunter X                                                       | 2005 | CE Europe Capcom                                                                                                | Actiespel                                |
| Mega Man Powered Up (ook wel Rockman Rockman)                                    | 2006 | CE Europe Capcom                                                                                                | Actiespel                                |
| Megamind: The Blue Defender                                                      | 2010 | THQ | Actiespel                                |
| Memories Off                                                                     | 2008 | 5pb. | Avonturenspel                            |
| Memories Off 2nd                                                                 | 2008 | 5pb. | Avonturenspel                            |
| Memories Off 2nd (Genteiban)                                                     | 2008 | CyberFront Corporation                                                                                          | Avonturenspel                            |
| Memories Off #5: Togireta Film                                                   | 2009 | 5pb. | Avonturenspel                            |
| Memories Off #5: Togireta Film (Genteiban)                                       | 2009 | 5pb. | Avonturenspel                            |
| Memories Off: After Rain                                                         | 2009 | 5pb. | Avonturenspel                            |
| Memories Off: After Rain (Genteiban)                                             | 2009 | 5pb. | Avonturenspel                            |
| Memories Off (Genteiban)                                                         | 2008 | 5pb. | Avonturenspel                            |
| Memories Off: Sorekara                                                           | 2008 | CyberFront Corporation                                                                                          | Avonturenspel                            |
| Memories Off: Sorekara (Genteiban)                                               | 2008 | 5pb. | Avonturenspel                            |
| Me & My Katamari                                                                 | 2005 | Namco Bandai Games Namco Bandai Games America Electronic Arts Australia                                         | Actiespel                                |
| Mercury                                                                          | 2005 | Ignition Entertainment                                                                                          | Puzzelspel                               |
| Mercury Meltdown                                                                 | 2006 | Sony Computer Entertainment Incorporated Ignition Entertainment Ignition Entertainment USA                      | Strategiespel                            |
| Metal Gear (20th Anniversary)                                                    | 2007 | Konami | Compilatiespel                           |
| Metal Gear Ac!d                                                                  | 2004 | Konami | Strategiespel                            |
| Metal Gear Ac!d 2                                                                | 2005 | Konami | Strategiespel                            |
| Metal Gear Solid                                                                 | 2009 | Konami Sony Computer Entertainment America                                                                      | Actiespel                                |
| Metal Gear Solid: Digital Graphic Novel                                          | 2006 | Konami | Avonturenspel                            |
| Metal Gear Solid: Peace Walker                                                   | 2010 | Konami | Actiespel                                |
| Metal Gear Solid: Peace Walker (Limited Edition)                                 | 2010 | Konami | Actiespel                                |
| Metal Gear Solid: Portable Ops                                                   | 2006 | Konami | Actiespel Strategiespel                  |
| Metal Gear Solid: Portable Ops + Coded Arms (Double Pack)                        | 2009 | Konami | Actiespel Strategiespel                  |
| Metal Gear Solid: Portable Ops Plus                                              | 2007 | Konami | Actiespel Strategiespel                  |
| Metal Gear Solid: Portable Ops Plus (Deluxe Pack)                                | 2007 | Konami | Actiespel Strategiespel                  |
| Metal Gear Solid: Portable Ops + Silent Hill: 0rigins (Double Pack)              | 2009 | Konami | Actiespel Strategiespel                  |
| Metal Slug 2: Super Vehicle - 001/II                                             | 2011 | SNK Playmore USA                                                                                                | Actiespel                                |
| Metal Slug Anthology                                                             | 2007 | Ignition Entertainment SNK Playmore USA SNK Playmore                                                            | Actiespel                                |
| Metal Slug: Super Vehicle - 001                                                  | 2010 | SNK Playmore USA                                                                                                | Actiespel                                |
| Metal Slug X                                                                     | 2011 | Sony Computer Entertainment America                                                                             | Actiespel                                |
| Metal Slug XX                                                                    | 2010 | Atlus U.S.A. DHM Interactive                                                                                    | Actiespel                                |
| Miami Vice                                                                       | 2006 | Sierra | Actiespel                                |
| Michael Jackson: The Experience                                                  | 2010 | Ubisoft | Simulatiespel                            |
| Mickey Mania                                                                     | 2011 | Sony Computer Entertainment Europe                                                                              | Actiespel                                |
| Micro Machines V4                                                                | 2006 | The Codemasters Software Company Limited Codemasters                                                            | Actiespel Autoracespel                   |
| Midnight Club 3: DUB Edition                                                     | 2005 | Rockstar Games                                                                                                  | Autoracespel                             |
| Midnight Club: Los Angeles Remix                                                 | 2008 | Rockstar Games                                                                                                  | Autoracespel                             |
| Midway Arcade Treasures: Extended Play                                           | 2005 | Midway Games | Compilatiespel                           |
| Mimana Iyar Chronicles                                                           | 2009 | GungHo Works Aksys Games Localization                                                                           | RPG                                      |
| MiniSquadron                                                                     | 2011 | Grip Digital s.r.o.                                                                                             | Actiespel                                |
| Minna no Golf Portable: Coca Cola Special Edition                                | 2005 | Sony Computer Entertainment Incorporated                                                                        | Sportspel                                |
| Misshitsu no Sacrifice                                                           | 2010 | D3Publisher | Avonturenspel                            |
| Missile Command                                                                  | 2011 | Sony Computer Entertainment America                                                                             | Actiespel                                |
| MLB                                                                              | 2005 | Sony Computer Entertainment America                                                                             | Sportspel                                |
| MLB 06: The Show                                                                 | 2006 | Sony Computer Entertainment America                                                                             | Sportspel                                |
| MLB 07: The Show                                                                 | 2007 | Sony Computer Entertainment America                                                                             | Sportspel                                |
| MLB 08: The Show                                                                 | 2008 | Sony Computer Entertainment America                                                                             | Sportspel                                |
| MLB 09: The Show                                                                 | 2009 | Sony Computer Entertainment America                                                                             | Sportspel                                |
| MLB 10: The Show                                                                 | 2010 | Sony Computer Entertainment America                                                                             | Sportspel                                |
| Mind Quiz                                                                        | 2006 | Ubisoft | Actiespel Educatiespel                   |
| Mobile Light Force                                                               | 2009 | Sony Computer Entertainment America                                                                             | Actiespel                                |
| Mobile Suit Gundam: Gundam vs. Gundam                                            | 2008 | Namco Bandai Games                                                                                              | Actiespel                                |
| Mobile Suit Gundam: Gundam vs. Gundam Next                                       | 2009 | Namco Bandai Games                                                                                              | Actiespel                                |
| Money Puzzle Exchanger                                                           | 2010 | MonkeyPaw Games                                                                                                 | Actiespel Strategiespel                  |
| Monochrome                                                                       | 2010 | CyberFront Corporation                                                                                          | Avonturenspel                            |
| Monochrome (Genteiban)                                                           | 2010 | CyberFront Corporation                                                                                          | Avonturenspel                            |
| Monster Bass!                                                                    | 2011 | Sony Computer Entertainment America                                                                             | Sportspel                                |
| Monster Hunter Freedom                                                           | 2006 | CE Europe Capcom                                                                                                | Actiespel Strategiespel                  |
| Monster Hunter Freedom 2                                                         | 2007 | CE Europe Capcom                                                                                                | Actiespel Strategiespel                  |
| Monster Hunter Freedom Unite                                                     | 2008 | CE Europe Capcom                                                                                                | Actiespel RPG                            |
| Monster Jam: Path of Destruction                                                 | 2010 | Activision | Autoracespel Sportspel                   |
| Monster Kingdom: Jewel Summoner                                                  | 2006 | Sony Computer Entertainment Incorporated Atlus U.S.A.                                                           | RPG                                      |
| Monsters (Probably) Stole My Princess                                            | 2010 | Mediatonic | Actiespel                                |
| Mortal Kombat: Unchained                                                         | 2006 | Midway Games Midway Home Entertainment                                                                          | Actiespel                                |
| MotoGP                                                                           | 2006 | Sony Computer Entertainment Europe                                                                              | Autoracespel Sportspel                   |
| MotorStorm: Arctic Edge                                                          | 2009 | Sony Computer Entertainment America Sony Computer Entertainment Europe                                          | Autoracespel                             |
| Motor Toon Grand Prix                                                            | 2010 | Sony Computer Entertainment America                                                                             | Autoracespel                             |
| Motto NUGA-CEL! Nurture Garment Celebration                                      | 2010 | Idea Factory | RPG Simulatiespel                        |
| Motto NUGA-CEL! Nurture Garment Celebration (Genteiban)                          | 2010 | Idea Factory | RPG Simulatiespel                        |
| Mr. Driller                                                                      | 2006 | Namco Bandai Games                                                                                              | Simulatiespel Strategiespel              |
| MTX Mototrax                                                                     | 2006 | Activision | Autoracespel Sportspel                   |
| MVP Baseball                                                                     | 2005 | Electronic Arts                                                                                                 | Sportspel                                |
| MX vs. ATV: On the Edge                                                          | 2006 | THQ | Autoracespel Sportspel                   |
| MX vs. ATV Untamed                                                               | 2007 | THQ | Autoracespel                             |
| MX vs. ATV Reflex                                                                | 2009 | THQ | Autoracespel                             |
| My Spanish Coach                                                                 | 2008 | Ubisoft | Educatiespel                             |
| Myst                                                                             | 2012 | Sun Corporation                                                                                                 | Avonturenspel                            |
| Myst                                                                             | 2006 | Midway Games Sega                                                                                               | Avonturenspel                            |
| The Mystery of the Crystal Portal                                                | 2010 | G5 Entertainment AB                                                                                             | Avonturenspel                            |
| N+                                                                               | 2008 | Atari Atari Europe S.A.S.U.                                                                                     | Actiespel                                |
| N2O Nitrous Oxide                                                                | 2010 | Sony Computer Entertainment America                                                                             | Actiespel                                |
| Namco Museum Battle Collection                                                   | 2005 | Sony Computer Entertainment Europe Namco Hometek                                                                | Actiespel Autoracespel                   |
| Naruto: Ultimate Ninja Heroes (ook wel Naruto: Narutimate Portable)              | 2007 | Namco Bandai | Actiespel                                |
| Naruto: Ultimate Ninja Heroes 2 - The Phantom Fortress                           | 2008 | Namco Bandai Games Europe SAS                                                                                   | Actiespel                                |
| Naruto: Ultimate Ninja Heroes 3 (Essentials)                                     | 2013 | Atari | Actiespel                                |
| NASCAR 07                                                                        | 2006 | Electronic Arts                                                                                                 | Autoracespel Simulatiespel               |
| NBA                                                                              | 2005 | Sony Computer Entertainment America                                                                             | Sportspel                                |
| NBA 06                                                                           | 2005 | Sony Computer Entertainment America                                                                             | Sportspel                                |
| NBA 08                                                                           | 2007 | Sony Computer Entertainment America                                                                             | Sportspel                                |
| NBA Ballers: Rebound                                                             | 2006 | Midway Home Entertainment                                                                                       | Actiespel Sportspel                      |
| NBA 2K13                                                                         | 2012 | 2K Sports | Sportspel                                |
| NBA Live 06                                                                      | 2005 | Electronic Arts                                                                                                 | Sportspel                                |
| NBA Live 07                                                                      | 2006 | Electronic Arts                                                                                                 | Sportspel                                |
| NBA Live 08                                                                      | 2007 | Electronic Arts                                                                                                 | Sportspel                                |
| NBA Live 09                                                                      | 2008 | Electronic Arts                                                                                                 | Sportspel                                |
| NBA Street Showdown                                                              | 2005 | Electronic Arts                                                                                                 | Sportspel                                |
| NCAA Football 07                                                                 | 2006 | Electronic Arts                                                                                                 | Sportspel                                |
| Nectaris: Military Madness                                                       | 2008 | Konami | Strategiespel                            |
| Need for Speed: Carbon                                                           | 2006 | Electronic Arts                                                                                                 | Autoracespel                             |
| Need for Speed: Most Wanted                                                      | 2005 | Electronic Arts                                                                                                 | Autoracespel                             |
| Need for Speed: Pro Street                                                       | 2008 | Electronic Arts                                                                                                 | Autoracespel                             |
| Need for Speed Underground: Rivals                                               | 2005 | Electronic Arts                                                                                                 | Autoracespel                             |
| Neopets Petpet Adventures: The Wand of Wishing                                   | 2006 | SCEA | Avonturenspel                            |
| Neutopia                                                                         | 2011 | Hudson Entertainment                                                                                            | Actiespel                                |
| New Adventure Island                                                             | 2009 | Hudson Soft Company                                                                                             | Actiespel                                |
| NFL Street 2                                                                     | 2005 | Electronic Arts                                                                                                 | Sportspel                                |
| NFL Street 3                                                                     | 2006 | Electronic Arts                                                                                                 | Actiespel Sportspel                      |
| NHL 07                                                                           | 2006 | Electronic Arts                                                                                                 | Sportspel                                |
| NHRA Drag Racing: Countdown to the Championship                                  | 2007 | THQ | Autoracespel                             |
| N.O.V.A.                                                                         | 2010 | Gameloft | Actiespel                                |
| Nuclear Strike                                                                   | 2009 | Electronic Arts                                                                                                 | Actiespel                                |
| NumBlast                                                                         | 2009 | Sony Computer Entertainment Europe                                                                              | Strategiespel                            |
| ObsCure: The Aftermath                                                           | 2009 | Playlogic International N.V.                                                                                    | Actiespel                                |
| Oddworld: Abe's Exoddus                                                          | 2009 | Sony Computer Entertainment America                                                                             | Actiespel                                |
| Oddworld: Abe's Oddysee                                                          | 2009 | Sony Computer Entertainment America                                                                             | Actiespel                                |
| One                                                                              | 2010 | Sony Computer Entertainment America                                                                             | Actiespel                                |
| Online Chess Kingdoms                                                            | 2006 | Konami | Strategiespel                            |
| Open Season                                                                      | 2006 | Ubisoft | Actiespel                                |
| OutRun 2006: Coast 2 Coast                                                       | 2006 | Sega | Autoracespel                             |
| Over the Hedge: Hammy Goes Nuts!                                                 | 2006 | Activision | Actiespel                                |
| Ozma Wars                                                                        | 2011 | SNK Playmore USA                                                                                                | Actiespel                                |
| Paca Paca Passion                                                                | 2011 | Kemco | Actiespel                                |
| Pac-Man: Championship Edition                                                    | 2011 | Namco Bandai Games America                                                                                      | Actiespel                                |
| Pac-Man World 3                                                                  | 2005 | Electronic Arts Namco Hometek                                                                                   | Actiespel                                |
| Pac-Man World Rally                                                              | 2006 | Namco Bandai Games America                                                                                      | Actiespel Autoracespel                   |
| Pandemonium!                                                                     | 2009 | Eidos | Actiespel                                |
| Pangya: Fantasy Golf                                                             | 2008 | TAKARATOMY Ntreev Soft Tomy                                                                                     | Sportspel                                |
| PaRappa the Rapper                                                               | 2006 | Sony Computer Entertainment Incorporated Sony Computer Entertainment America Sony Computer Entertainment Europe | Actiespel                                |
| Parasite Eve                                                                     | 2010 | Square Enix Sony Computer Entertainment America                                                                 | RPG                                      |
| Parasite Eve II                                                                  | 2010 | Square Enix Sony Computer Entertainment America                                                                 | Actiespel RPG                            |
| Parodius Portable                                                                | 2007 | Konami | Actiespel                                |
| Patapon                                                                          | 2008 | Sony Computer Entertainment America Sony Computer Entertainment Europe                                          | Actiespel Strategiespel                  |
| Patapon 2                                                                        | 2009 | Sony Computer Entertainment America                                                                             | Actiespel RPG                            |
| Patapon 3                                                                        | 2011 | Sony Computer Entertainment America                                                                             | RPG Strategiespel                        |
| Payout Poker & Casino                                                            | 2006 | Namco Bandai Games America                                                                                      | Sportspel                                |
| PC Engine Best Collection: Ginga Ojosama Densetsu Collection                     | 2008 | Hudson Soft Company                                                                                             | Compilatiespel                           |
| PC Engine Best Collection: Soldier Collection                                    | 2008 | Hudson Soft Company                                                                                             | Actiespel                                |
| PDC World Championship Darts                                                     | 2008 | Oxygen Interactive Software                                                                                     | Simulatiespel Sportspel                  |
| Peggle                                                                           | 2010 | Sony Online Entertainment                                                                                       | Strategiespel                            |
| Perfect Weapon                                                                   | 2010 | Sony Computer Entertainment America                                                                             | Actiespel                                |
| Peter Jackson's King Kong                                                        | 2005 | Ubisoft | Actiespel                                |
| Peter Pan in Disney's Return to Never Land                                       | 2011 | Sony Computer Entertainment America                                                                             | Actiespel                                |
| Phantasy Star Portable                                                           | 2009 | Sega | Actiespel RPG                            |
| Phantom Brave: The Hermuda Triangle                                              | 2011 | NIS America | RPG Strategiespel                        |
| Phase D: Aoi Hana no Sho                                                         | 2012 | Boost On | Avonturenspel                            |
| Phase D: Shirokage no Sho                                                        | 2012 | Boost On | Avonturenspel                            |
| Philosoma                                                                        | 2007 | Sony Computer Entertainment Incorporated                                                                        | Actiespel                                |
| Pilot Academy                                                                    | 2006 | Rising Star Games Marvelous Interactive                                                                         | Simulatiespel                            |
| Pinball Dreams                                                                   | 2009 | Cowboy Rodeo Oy                                                                                                 | Actiespel                                |
| Pinball Fantasies                                                                | 2009 | Cowboy Rodeo Oy                                                                                                 | Actiespel                                |
| Pinball Hall of Fame: The Gottlieb Collection                                    | 2005 | System 3 Software Limited Play It Crave Entertainment                                                           | Actiespel                                |
| Pinball Hall of Fame: The Williams Collection                                    | 2008 | Crave Entertainment                                                                                             | Simulatiespel                            |
| Pipe Mania                                                                       | 2008 | Empire Interactive Europe                                                                                       | Strategiespel                            |
| Pirates of the Caribbean: Dead Man's Chest                                       | 2006 | Buena Vista Games                                                                                               | Actiespel                                |
| Pirates of the Caribbean: At World's End                                         | 2007 | Disney Interactive Studios                                                                                      | Actiespel                                |
| PixelJunk Monsters Deluxe                                                        | 2010 | Sony Computer Entertainment America                                                                             | Strategiespel                            |
| Planetarian: Chiisana Hoshi no Yume                                              | 2009 | Prototype | Avonturenspel                            |
| Platypus                                                                         | 2006 | LLC MumboJumbo                                                                                                  | Actiespel                                |
| Pocket Fighter                                                                   | 2011 | Capcom | Actiespel                                |
| Pocket Racers                                                                    | 2006 | Konami | Actiespel Autoracespel                   |
| Policenauts                                                                      | 2008 | Konami | Avonturenspel                            |
| Pong: The Next Level                                                             | 2011 | Sony Computer Entertainment America                                                                             | Actiespel                                |
| Pool Hall Pro                                                                    | 2011 | Icon Games Entertainment                                                                                        | Sportspel                                |
| PoPoLoCrois                                                                      | 2005 | Sony Computer Entertainment Incorporated Ignition Entertainment Agetec                                          | RPG                                      |
| Populous: The Beginning                                                          | 2009 | Sony Computer Entertainment America Electronic Arts K.K.                                                        | Strategiespel                            |
| Portable Island: Te no Hira no Resort                                            | 2006 | Namco | Avonturenspel                            |
| POWDER                                                                           | 2008 | | RPG                                      |
| Power Stone Collection                                                           | 2006 | CE Europe Capcom                                                                                                | Actiespel                                |
| P.O.W.: Prisoners of War                                                         | 2011 | SNK Playmore USA                                                                                                | Actiespel                                |
| PQ: Practical Intelligence Quotient                                              | 2005 | D3Publisher of America D3Publisher of Europe Now Production                                                     | Strategiespel                            |
| PREHISTORIC ISLE in 1930                                                         | 2011 | SNK Playmore USA                                                                                                | Actiespel                                |
| Prince of Persia: Revelations                                                    | 2005 | Ubisoft | Actiespel                                |
| Prince of Persia: The Two Thrones                                                | 2007 | Ubisoft | Actiespel                                |
| Princess Crown                                                                   | 2005 | Atlus | Actiespel RPG                            |
| Prinny: Can I Really Be the Hero?                                                | 2009 | NIS America Nippon Ichi Software                                                                                | Actiespel                                |
| Pro Cycling: Season 2007                                                         | 2007 | Focus Home Interactive SAS                                                                                      | Autoracespel Simulatiespel Sportspel     |
| Pro Cycling: Season 2008                                                         | 2008 | 93GAMES | Autoracespel Sportspel Strategiespel     |
| Pro Evolution Soccer 5 (ook wel World Soccer Winning Eleven 9)                   | 2005 | Konami | Sportspel                                |
| Pro Evolution Soccer 6 (ook wel Winning Eleven: Pro Evolution Soccer 2007)       | 2006 | Konami | Sportspel                                |
| Pro Evolution Soccer 2008 (ook wel Pro Evolution Soccer 2008)                    | 2007 | Konami | Sportspel                                |
| Pro Evolution Soccer 2009 (ook wel Pro Evolution Soccer 2009)                    | 2008 | Konami | Sportspel                                |
| Pro Evolution Soccer 2010 (ook wel Pro Evolution Soccer 2010)                    | 2009 | Konami | Sportspel                                |
| Pro Evolution Soccer 2011 (ook wel Pro Evolution Soccer 2011)                    | 2010 | Konami | Sportspel                                |
| Pro Evolution Soccer 2012 (ook wel Pro Evolution Soccer 2012)                    | 2011 | Konami | Sportspel                                |
| Pro Evolution Soccer 2013 (ook wel Pro Evolution Soccer 2013)                    | 2012 | Konami | Sportspel                                |
| Pro Evolution Soccer 2014 (ook wel Pro Evolution Soccer 2014)                    | 2013 | Konami | Sportspel                                |
| ProStroke Golf: World Tour 2007                                                  | 2006 | Oxygen Games USA Oxygen Interactive Software                                                                    | Simulatiespel Sportspel                  |
| PS Vita Mega Pack                                                                | 2013 | Sony Computer Entertainment Europe                                                                              | Actiespel                                |
| Psychic Force 2012                                                               | 2008 | Square Enix | Actiespel                                |
| Psycho Soldier                                                                   | 2011 | SNK Playmore USA                                                                                                | Actiespel                                |
| Pursuit Force                                                                    | 2005 | Spike Sony Computer Entertainment America Sony Computer Entertainment Europe                                    | Actiespel Autoracespel                   |
| Pursuit Force: Extreme Justice                                                   | 2007 | Sony Computer Entertainment America Sony Computer Entertainment Europe                                          | Actiespel Autoracespel                   |
| Puyo Pop Fever                                                                   | 2004 | Sega | Strategiespel                            |
| Puyo Puyo 15th Anniversary                                                       | 2007 | Sega | Strategiespel                            |
| Puyo Puyo 20th Anniversary                                                       | 2011 | Sega | Strategiespel                            |
| Puyo Puyo 7                                                                      | 2009 | Sega | Strategiespel                            |
| Puyo Puyo Fever 2                                                                | 2005 | Sega | Strategiespel                            |
| Puzzle Challenge: Crosswords and More!                                           | 2006 | Crave Entertainment                                                                                             | Puzzelspel                               |
| Puzzle Chronicles                                                                | 2010 | Konami | RPG Strategiespel                        |
| Puzzle Quest: Challenge of the Warlords                                          | 2007 | D3Publisher D3Publisher of America D3Publisher of Europe                                                        | RPG Strategiespel                        |
| Puzzler Collection                                                               | 2008 | ZOO Digital Publishing                                                                                          | Strategiespel                            |
| Puzzle Scape                                                                     | 2007 | LLC Got Game Entertainment                                                                                      | Actiespel                                |
| Race Driver 2006                                                                 | 2006 | Codemasters | Autorace                                 |
| Raiden                                                                           | 2007 | HAMSTER Corporation                                                                                             | Actiespel                                |
| Rakugaki Showtime                                                                | 2008 | Square Enix | Actiespel                                |
| Rally Cross                                                                      | 2007 | Sony Computer Entertainment America                                                                             | Autoracespel Sportspel                   |
| Rapala Pro Fishing                                                               | 2006 | Activision | Sportspel                                |
| Rapala Trophies                                                                  | 2006 | Activision | Sportspel                                |
| Rapala Pro Bass Fishing                                                          | 2010 | Activision | Sportspel                                |
| Rapid Angel                                                                      | 2011 | MonkeyPaw Games                                                                                                 | Actiespel                                |
| Rapid Reload                                                                     | 2007 | Sony Computer Entertainment Incorporated                                                                        | Actiespel                                |
| Ratchet & Clank: Size Matters                                                    | 2007 | Sony Computer Entertainment Incorporated Sony Computer Entertainment America Sony Computer Entertainment Europe | Actiespel                                |
| Rayman                                                                           | 2009 | Ubisoft Sony Computer Entertainment America                                                                     | Actiespel                                |
| Rayman 2: The Great Escape                                                       | 2008 | Ubisoft Sony Computer Entertainment America                                                                     | Actiespel                                |
| RC Helicopter                                                                    | 2010 | D3Publisher | Actiespel Simulatiespel                  |
| Reel Fishing                                                                     | 2008 | Natsume Marvelous Entertainment                                                                                 | Sportspel                                |
| Reel Fishing II                                                                  | 2009 | Sony Computer Entertainment America Marvelous Entertainment                                                     | Sportspel                                |
| Re-Loaded                                                                        | 2011 | Sony Computer Entertainment America                                                                             | Actiespel                                |
| Rengoku II: Stairway to H.E.A.V.E.N.                                             | 2006 | Konami | Actiespel                                |
| Rengoku: The Tower of Purgatory                                                  | 2005 | Konami | Actiespel RPG                            |
| Resident Evil 2                                                                  | 2007 | Capcom | Actiespel                                |
| Resident Evil 3: Nemesis                                                         | 2008 | Capcom | Actiespel                                |
| Resident Evil: Director's Cut                                                    | 2006 | Sony Computer Entertainment America Capcom Capcom Eurosoft                                                      | Actiespel                                |
| Resistance: Retribution                                                          | 2009 | Sony Computer Entertainment America Sony Computer Entertainment Europe                                          | Actiespel                                |
| Resistance: Retribution (Deluxe Edition)                                         | 2009 | Sony Computer Entertainment Europe                                                                              | Actiespel                                |
| Rhapsody: A Musical Adventure                                                    | 2006 | Nippon Ichi Software                                                                                            | RPG                                      |
| Ridge Racer                                                                      | 2004 | Namco Limited Sony Computer Entertainment Europe Namco Hometek                                                  | Autoracespel                             |
| Ridge Racer 2                                                                    | 2006 | Namco Bandai Games                                                                                              | Autoracespel                             |
| Rival Schools                                                                    | 2012 | Capcom | Actiespel                                |
| Riviera: The Promised Land                                                       | 2006 | Atlus U.S.A. Sting 505 Games S.R.L.                                                                             | RPG                                      |
| Rock Band Unplugged                                                              | 2006 | MTV Games Electronic Arts                                                                                       | Muziekspel                               |
| Rockman Complete Works: Rockman                                                  | 2011 | Capcom | Actiespel                                |
| Rocky Balboa                                                                     | 2007 | Ubisoft | Actiespel Sportspel                      |
| Rohga: Armor Force                                                               | 2010 | HAMSTER Corporation                                                                                             | Actiespel                                |
| Roll Away                                                                        | 2007 | Sony Computer Entertainment Europe                                                                              | Actiespel Strategiespel                  |
| Romance of the Three Kingdoms IV: Wall of Fire                                   | 2011 | Sony Computer Entertainment America                                                                             | Strategiespel                            |
| Romance of the Three Kingdoms VII                                                | 2006 | KOEI | Strategiespel                            |
| Route 66                                                                         | 2010 | GameShastra Solutions Pvt                                                                                       | Avonturenspel                            |
| Routes PE                                                                        | 2007 | Aquaplus | Avonturenspel                            |
| Routes PE (Shokai Genteiban)                                                     | 2007 | Aquaplus | Avonturenspel                            |
| R-Type Command                                                                   | 2007 | Rising Star Games Irem Software Engineering Atlus U.S.A.                                                        | Strategiespel                            |
| R-Type Delta                                                                     | 2009 | Irem Software Engineering                                                                                       | Actiespel                                |
| R-Types                                                                          | 2008 | Sony Computer Entertainment America                                                                             | Actiespel                                |
| Rush                                                                             | 2006 | Midway Games | Autoracespel                             |
| Ryu-Koku                                                                         | 2011 | CyberFront Corporation                                                                                          | Avonturenspel                            |
| Ryu-Koku (Genteiban)                                                             | 2011 | CyberFront Corporation                                                                                          | Avonturenspel                            |
| SaGa Frontier                                                                    | 2008 | Square Enix | RPG                                      |
| SaGa Frontier 2                                                                  | 2008 | Square Enix | RPG                                      |
| Saiyuki: Journey West                                                            | 2011 | Sony Computer Entertainment America                                                                             | RPG Strategiespel                        |
| Samurai Shodown                                                                  | 2011 | SNK Playmore | Actiespel                                |
| Samurai Shodown Anthology                                                        | 2009 | SNK Playmore | Actiespel                                |
| Samurai Shodown III: Blades of Blood                                             | 2007 | SNK Playmore | Actiespel                                |
| Samurai Shodown IV: Amakusa's Revenge                                            | 2007 | SNK Playmore | Actiespel                                |
| Samurai Shodown: Warriors Rage                                                   | 2007 | SNK | Actiespel                                |
| Samurai Spirits: Kenkaku Yubinan Pack                                            | 2007 | SNK Playmore | Actiespel Compilatiespel                 |
| Samurai Warriors: State of War                                                   | 2006 | KOEI | Actiespel                                |
| Sanyo Pachinko Paradise 2: Umi Monogatari Special                                | 2007 | Irem Software Engineering                                                                                       | Simulatiespel                            |
| Sanyo Pachinko Paradise 4: Sushiya da Gen-san!!                                  | 2007 | Irem Software Engineering                                                                                       | Simulatiespel                            |
| Sasuke Vs Commander                                                              | 2011 | SNK Playmore | Actiespel                                |
| SBK-07: Superbike World Championship                                             | 2007 | Black Bean Games Lago S.r.l.                                                                                    | Autoracespel                             |
| SBK 09: Superbike World Championship                                             | 2009 | Black Bean Games                                                                                                | Autoracespel Sportspel                   |
| SBK: Superbike World Championship                                                | 2008 | Black Bean Games                                                                                                | Autoracespel Simulatiespel Sportspel     |
| Secret Agent Clank                                                               | 2008 | Sony Computer Entertainment America Sony Computer Entertainment Europe                                          | Actiespel                                |
| SEGA Genesis Collection                                                          | 2006 | Sega | Compilatiespel                           |
| SEGA Rally Revo                                                                  | 2007 | Sega | Autoracespel Simulatiespel               |
| Sengoku Basara: Battle Heroes                                                    | 2009 | Capcom | Actiespel                                |
| Sengoku Basara: Chronicle Heroes                                                 | 2011 | Capcom | Actiespel                                |
| Sentimental Graffiti                                                             | 2010 | GungHo Online Entertainment                                                                                     | Simulatiespel                            |
| Shadow of Destiny                                                                | 2009 | Konami | Avonturenspel                            |
| Shadow Tower                                                                     | 2007 | Sony Computer Entertainment Japan                                                                               | Actiespel RPG                            |
| Shining Blade                                                                    | 2012 | Sega | RPG Strategiespel                        |
| Shin Megami Tensei                                                               | 2010 | Index Corporation                                                                                               | RPG                                      |
| Shin Megami Tensei: Devil Children - Kuro no Sho/Aka no Sho                      | 2010 | Index Corporation                                                                                               | RPG                                      |
| Shin Megami Tensei: Devil Summoner                                               | 2005 | Atlus | RPG                                      |
| Shin Megami Tensei If...                                                         | 2010 | Index Corporation                                                                                               | RPG                                      |
| Shin Megami Tensei II                                                            | 2010 | Index Corporation                                                                                               | RPG                                      |
| Shin Megami Tensei: Persona 2 - Innocent Sin                                     | 2011 | Atlus U.S.A. | RPG                                      |
| Shin Megami Tensei: Persona 3 Portable                                           | 2010 | Atlus U.S.A. | RPG                                      |
| Shin Sangoku Muso Premium Box                                                    | 2005 | KOEI | Actiespel Strategiespel                  |
| Shinten Makai: GOCIV Another Side                                                | 2005 | Idea Factory | RPG                                      |
| Shinso Kaiten!! Wan Wan Umi Monogatari: Sanyo Pachinko Paradise DX               | 2007 | Irem Software Engineering                                                                                       | Simulatiespel                            |
| Shock Troopers                                                                   | 2011 | SNK Playmore | Actiespel                                |
| Shrek Smash N' Crash Racing                                                      | 2006 | Activision | Autoracespel                             |
| Shrek the Third                                                                  | 2007 | Activision | Actiespel                                |
| Sid Meier's Pirates!                                                             | 2007 | 2K Games | Actiespel Strategiespel                  |
| Silent Bomber                                                                    | 2006 | Namco Bandai Games                                                                                              | Actiespel                                |
| Silent Hill                                                                      | 2009 | Konami | Actiespel                                |
| Silent Hill: 0rigins                                                             | 2007 | Konami | Actiespel                                |
| Silent Hill: Shattered Memories                                                  | 2010 | Konami | Actiespel Avonturenspel                  |
| Silhouette Mirage                                                                | 2010 | HAMSTER Corporation                                                                                             | Actiespel                                |
| Silverfall                                                                       | 2007 | 2K Games | Actiespel RPG                            |
| SimCity 2000                                                                     | 2009 | Maxis Software Sony Computer Entertainment America                                                              | Simulatiespel Strategiespel              |
| The Simpsons Game                                                                | 2007 | Electronic Arts                                                                                                 | Actiespel                                |
| The Sims 2: Castaway                                                             | 2007 | Electronic Arts                                                                                                 | Simulatiespel                            |
| The Sims 2: Pets                                                                 | 2006 | Electronic Arts                                                                                                 | Simulatiespel                            |
| De Sims 2                                                                        | 2005 | Electronic Arts                                                                                                 | Simulatiespel Strategiespel              |
| Sim Theme Park                                                                   | 2009 | Sony Computer Entertainment America Electronic Arts K.K.                                                        | Simulatiespel                            |
| Smart Bomb                                                                       | 2005 | Eidos | Actiespel Strategiespel                  |
| Smash Court Tennis 3                                                             | 2007 | Namco Bandai Games America                                                                                      | Sportspel                                |
| SNK Arcade Classics Vol. 1                                                       | 2008 | Ignition Entertainment SNK Playmore                                                                             | Compilatiespel                           |
| Sno-Cross Championship Racing                                                    | 2008 | Crave Entertainment                                                                                             | Autoracespel Sportspel                   |
| Snoopy vs. the Red Baron                                                         | 2006 | Namco Bandai Games America                                                                                      | Actiespel                                |
| Snowy: The Bear's Adventures                                                     | 2011 | Alawar Entertainment                                                                                            | Actiespel                                |
| SOCOM: U.S. Navy SEALs - Fireteam Bravo                                          | 2005 | Sony Computer Entertainment America Sony Computer Entertainment Europe                                          | Actiespel                                |
| SOCOM: U.S. Navy SEALs - Fireteam Bravo 2                                        | 2006 | Sony Computer Entertainment America Sony Computer Entertainment Europe                                          | Actiespel                                |
| SOCOM: U.S. Navy SEALs - Tactical Strike                                         | 2007 | Sony Computer Entertainment America                                                                             | Actiespel Strategiespel                  |
| Sokaigi                                                                          | 2008 | Square Enix | Actiespel                                |
| Soldier Blade                                                                    | 2011 | Hudson Entertainment                                                                                            | Actiespel                                |
| Sonic Rivals                                                                     | 2006 | Sega | Actiespel Autoracespel                   |
| Sonic Rivals 2                                                                   | 2007 | Sega | Actiespel                                |
| Sonic Wings Special                                                              | 2007 | HAMSTER Corporation MonkeyPaw Games                                                                             | Actiespel                                |
| Sorcerer's Maze                                                                  | 2010 | Sony Computer Entertainment America                                                                             | Actiespel                                |
| Soukyuu no Fafner: Dead Aggressor                                                | 2005 | Bandai | Actiespel                                |
| Soviet Strike                                                                    | 2009 | Sony Computer Entertainment America Electronic Arts K.K.                                                        | Actiespel                                |
| Spac3 Invaders Extr3me                                                           | 2008 | Square Enix | Actiespel                                |
| Space Invaders Evolution                                                         | 2006 | Rising Star Games                                                                                               | Actiespel                                |
| Space Invaders Pocket                                                            | 2005 | Taito Corporation                                                                                               | Actiespel                                |
| Spec Ops: Airborne Commando                                                      | 2009 | Sony Computer Entertainment America                                                                             | Actiespel Strategiespel                  |
| Spec Ops: Covert Assault                                                         | 2009 | Sony Computer Entertainment America                                                                             | Actiespel                                |
| Spec Ops: Ranger Elite                                                           | 2009 | Sony Computer Entertainment America                                                                             | Actiespel                                |
| Spec Ops: Stealth Patrol                                                         | 2009 | Sony Computer Entertainment America                                                                             | Actiespel                                |
| Spectral Force 2                                                                 | 2007 | Idea Factory | Strategiespel                            |
| Spectral Souls: Resurrection of the Ethereal Empire                              | 2006 | NIS America | RPG Strategiespel                        |
| Spider-Man 2                                                                     | 2005 | Activision | Actiespel                                |
| Spider-Man: Web of Shadows - Amazing Allies Edition                              | 2008 | Activision | Actiespel                                |
| Spin Jam                                                                         | 2008 | Empire Interactive Entertainment                                                                                | Actiespel Strategiespel                  |
| Spinout                                                                          | 2008 | Ghostlight | Autoracespel                             |
| SpongeBob SquarePants: The Yellow Avenger                                        | 2006 | THQ Asia Pacific THQ                                                                                            | Actiespel                                |
| Spyro 2: Ripto's Rage!                                                           | 2009 | Sony Computer Entertainment America                                                                             | Actiespel                                |
| Spyro the Dragon                                                                 | 2007 | Sony Computer Entertainment Incorporated Sony Computer Entertainment America                                    | Actiespel                                |
| Spyro: Year of the Dragon                                                        | 2009 | Sony Computer Entertainment America                                                                             | Actiespel                                |
| SSX on Tour                                                                      | 2005 | Electronic Arts                                                                                                 | Sportspel                                |
| Stacked with Daniel Negreanu                                                     | 2006 | LLC Myelin Media                                                                                                | Strategiespel                            |
| Stand O'Food                                                                     | 2009 | G5 Entertainment AB                                                                                             | Simulatiespel                            |
| Star Ocean: First Departure                                                      | 2008 | Square Enix | Actiespel RPG                            |
| Star Ocean: Second Evolution                                                     | 2008 | Square Enix | Actiespel RPG                            |
| Star Soldier                                                                     | 2005 | Hudson Soft Company                                                                                             | Actiespel                                |
| Star Trek: Tactical Assault                                                      | 2006 | Ubisoft Bethesda Softworks LLC                                                                                  | Actiespel Strategiespel                  |
| Star Wars: Battlefront - Elite Squadron                                          | 2009 | LucasArts | Actiespel                                |
| Star Wars: Battlefront II                                                        | 2005 | LucasArts | Actiespel                                |
| Star Wars: Battlefront - Renegade Squadron                                       | 2007 | LucasArts | Actiespel                                |
| Star Wars: Lethal Alliance                                                       | 2006 | Ubisoft | Actiespel                                |
| Star Wars: The Force Unleashed                                                   | 2008 | LucasArts | Actiespel                                |
| StateShift                                                                       | 2007 | Midas Interactive Entertainment                                                                                 | Autoracespel                             |
| Street Fighter Alpha 2                                                           | 2009 | Sony Computer Entertainment America Capcom                                                                      | Actiespel                                |
| Street Fighter Alpha 3                                                           | 2011 | Sony Computer Entertainment America                                                                             | Actiespel                                |
| Street Fighter Alpha 3 MAX                                                       | 2006 | CE Europe Capcom                                                                                                | Actiespel                                |
| Street Fighter Alpha: Warriors' Dreams                                           | 2008 | Capcom | Actiespel                                |
| Street Riders                                                                    | 2006 | Ubisoft | Autoracespel                             |
| Street Smart                                                                     | 2011 | SNK Playmore | Actiespel                                |
| Street Supremacy                                                                 | 2005 | Konami Genki | Autoracespel                             |
| Strikers 1945 Plus                                                               | 2009 | PM Studios Arc System Works                                                                                     | Actiespel                                |
| Sudoku                                                                           | 2009 | Electronic Arts                                                                                                 | Strategiespel                            |
| Suikoden Tierkreis (spin-off)                                                    | 2008 | Sony Computer Entertainment America                                                                             | RPG                                      |
| Genso Suikoden I & II                                                            | 2006 | Konami | RPG                                      |
| Summon Night                                                                     | 2012 | Namco Bandai Games                                                                                              | RPG                                      |
| Summon Night 3                                                                   | 2012 | Namco Bandai Games                                                                                              | RPG Strategiespel                        |
| Summon Night 4                                                                   | 2012 | Namco Bandai Games                                                                                              | RPG Strategiespel                        |
| Sunday vs Magazine: Shuketsu! Chojo Daikessen                                    | 2009 | Konami | Actiespel                                |
| Super Collapse! 3                                                                | 2007 | LLC MumboJumbo                                                                                                  | Actiespel Strategiespel                  |
| Supermarket Mania                                                                | 2010 | G5 Entertainment AB                                                                                             | Simulatiespel                            |
| Super Monkey Ball Adventure                                                      | 2006 | Sega | Actiespel Autoracespel                   |
| Super Robot Wars F                                                               | 2011 | Namco Bandai Games                                                                                              | RPG Strategiespel                        |
| Super Robot Wars F Final                                                         | 2011 | Namco Bandai Games                                                                                              | RPG Strategiespel                        |
| Super Sidekicks                                                                  | 2011 | SNK Playmore | Sportspel                                |
| Super Stardust Portable                                                          | 2008 | Sony Computer Entertainment Europe                                                                              | Actiespel                                |
| Super Star Soldier                                                               | 2011 | Hudson Entertainment                                                                                            | Actiespel                                |
| Surf's Up                                                                        | 2007 | Ubisoft | Autoracespel Sportspel                   |
| SWAT: Target Liberty                                                             | 2007 | Sierra Entertainment                                                                                            | Actiespel Strategiespel                  |
| Sweet Fuse: At Your Side                                                         | 2013 | Aksys Games Localization                                                                                        | Avonturenspel                            |
| Syndicate Wars                                                                   | 2008 | Electronic Arts                                                                                                 | Actiespel Strategiespel                  |
| Syphon Filter                                                                    | 2007 | Sony Computer Entertainment America                                                                             | Actiespel                                |
| Syphon Filter 2                                                                  | 2009 | Sony Computer Entertainment America                                                                             | Actiespel                                |
| Syphon Filter 3                                                                  | 2007 | Sony Computer Entertainment Europe                                                                              | Actiespel                                |
| Syphon Filter: Combat Ops                                                        | 2007 | Sony Computer Entertainment America Sony Computer Entertainment Europe                                          | Actiespel                                |
| Syphon Filter: Dark Mirror                                                       | 2006 | Sony Computer Entertainment America Sony Computer Entertainment Europe                                          | Actiespel                                |
| Syphon Filter: Logan's Shadow                                                    | 2007 | Sony Computer Entertainment America Sony Computer Entertainment Europe                                          | Actiespel                                |
| Tactics Ogre: Let Us Cling Together (Premium Edition)                            | 2011 | Square Enix | RPG Strategiespel                        |
| Tactics Ogre: Let Us Cling Together                                              | 2011 | Square Enix | RPG Strategiespel                        |
| Tail of the Sun                                                                  | 2006 | Artdink Corporation                                                                                             | Actiespel Simulatiespel                  |
| Taiko no Tatsujin: Portable                                                      | 2005 | Namco | Muziekspel                               |
| Taito Legends: Power-Up                                                          | 2006 | Xplosiv | Actiespel                                |
| Taito Memories Pocket                                                            | 2006 | Taito Corporation                                                                                               | Actiespel                                |
| Tales of Destiny II                                                              | 2005 | Ubisoft France SAS Namco Limited                                                                                | Actiespel RPG                            |
| Tales of Eternia                                                                 | 2006 | Namco Ubisoft                                                                                                   | RPG                                      |
| Tales of Phantasia                                                               | 2006 | Namco Bandai Games                                                                                              | Actiespel RPG                            |
| Tales of the Heroes: Twin Brave                                                  | 2012 | Namco Bandai Games                                                                                              | Actiespel                                |
| Talisman of Death                                                                | 2011 | Laughing Jackal                                                                                                 | Avonturenspel RPG                        |
| TalkMan                                                                          | 2006 | Sony Computer Entertainment Europe                                                                              | Educatiespel                             |
| Tall: Infinity                                                                   | 2010 | MonkeyPaw Games                                                                                                 | Strategiespel                            |
| Tank                                                                             | 2011 | SNK Playmore USA                                                                                                | Actiespel                                |
| Tanteibu: The Detective Club - Ango to Misshitsu to Kaijin to                    | 2011 | Boost On | Avonturenspel                            |
| Tanteibu: The Detective Club - Haibu to Kaiga to Bakudan to                      | 2011 | Boost On | Avonturenspel                            |
| Tanteibu: The Detective Club - Shisso to Hangeki to Daidanen                     | 2011 | Boost On | Avonturenspel                            |
| Tanteibu: The Detective Club - Tantei to Yurei to Kaito to                       | 2011 | Boost On | Avonturenspel                            |
| Tenchi no Mon                                                                    | 2005 | Sony Computer Entertainment                                                                                     | Actiespel                                |
| Tecmo's Deception                                                                | 2008 | Tecmo | RPG Strategiespel                        |
| Tehodoki Mahjong: Nyumon-hen                                                     | 2009 | Kaga Create | Educatiespel Strategiespel               |
| Tekken                                                                           | 2011 | Sony Computer Entertainment Europe                                                                              | Actiespel                                |
| Tekken: Dark Resurrection                                                        | 2006 | Sony Computer Entertainment Europe Namco Bandai Games America                                                   | Actiespel                                |
| Tekken 2                                                                         | 2006 | Namco Bandai Games Sony Computer Entertainment America Namco Bandai Games America                               | Actiespel                                |
| Tekken 6                                                                         | 2009 | Namco Bandai Games America                                                                                      | Actiespel                                |
| Ten Pin Alley                                                                    | 2009 | Sony Computer Entertainment America                                                                             | Sportspel                                |
| Techniccute                                                                      | 2004 | Arika | Muziekspel                               |
| Tenchu 4 Plus                                                                    | 2010 | From Software                                                                                                   | Actiespel                                |
| Tenchu: Shadow Assassins                                                         | 2009 | From Software                                                                                                   | Actiespel                                |
| Tenchu: Time of the Assassins                                                    | 2006 | Sega | Actiespel                                |
| Test Drive Unlimited                                                             | 2007 | Atari Atari Europe S.A.S.U.                                                                                     | Autoracespel                             |
| Theme Hospital                                                                   | 2008 | Sony Computer Entertainment America Electronic Arts Electronic Arts K.K.                                        | Simulatiespel Strategiespel              |
| Theme Park                                                                       | 2008 | Electronic Arts Electronic Arts K.K.                                                                            | Strategiespel                            |
| Thexder Neo                                                                      | 2009 | Square Enix | Actiespel                                |
| Threads of Fate                                                                  | 2010 | Square Enix Sony Computer Entertainment America                                                                 | Actiespel RPG                            |
| Thrillville                                                                      | 2006 | Atari Europe S.A.S.U. LucasArts                                                                                 | Simulatiespel Strategiespel              |
| Thrillville: Off the Rails                                                       | 2007 | LucasArts | Simulatiespel Strategiespel              |
| Thunder Force V: Perfect System                                                  | 2010 | Twenty-one | Actiespel                                |
| Tiger Woods PGA Tour 06                                                          | 2005 | Electronic Arts                                                                                                 | Sportspel                                |
| Tiger Woods PGA Tour 07                                                          | 2006 | Electronic Arts                                                                                                 | Sportspel                                |
| Tiger Woods PGA Tour 09                                                          | 2008 | Electronic Arts                                                                                                 | Sportspel                                |
| Tiger Woods PGA Tour                                                             | 2005 | Electronic Arts                                                                                                 | Sportspel                                |
| TNN Motor Sports Hardcore 4x4                                                    | 2010 | Sony Computer Entertainment America                                                                             | Autoracespel Sportspel                   |
| To LOVE-Ru: Doki Doki! Rinkaigakko-hen                                           | 2008 | Marvelous Entertainment                                                                                         | Avonturenspel                            |
| TOCA Race Driver 2                                                               | 2005 | The Codemasters Software Company Limited Codemasters Interchannel-Holon                                         | Autoracespel                             |
| TOCA Race Driver 3 Challenge                                                     | 2007 | Codemasters | Autoracespel Simulatiespel Sportspel     |
| Tokimeki Memorial 2 EVS Append Disc                                              | 2009 | Konami | Simulatiespel                            |
| Tokimeki Memorial 2: Taisen Puzzle Dama                                          | 2010 | Konami | Strategiespel                            |
| Tokimeki Memorial 2                                                              | 2009 | Konami | Simulatiespel                            |
| Tokimeki Memorial Taisen Puzzle Dama                                             | 2010 | Konami | Strategiespel                            |
| Tokimeki Memorial: Forever With You                                              | 2009 | Konami | Simulatiespel                            |
| Tokobot                                                                          | 2005 | Take-Two Interactive Software Europe Tecmo                                                                      | Strategiespel                            |
| Tom Clancy's EndWar                                                              | 2008 | Ubisoft | Strategiespel                            |
| Tom Clancy's Ghost Recon: Predator                                               | 2010 | Ubisoft | Actiespel                                |
| Tom Clancy's Rainbow Six: Vegas                                                  | 2007 | Ubisoft | Actiespel                                |
| Tom Clancy's Rainbow Six                                                         | 2009 | Red Storm Entertainment                                                                                         | Actiespel Simulatiespel                  |
| Tom Clancy's Splinter Cell: Essentials                                           | 2006 | Ubisoft | Actiespel                                |
| Tomb Raider                                                                      | 2009 | Sony Computer Entertainment America Eidos                                                                       | Actiespel                                |
| Tomb Raider: Chronicles                                                          | 2011 | Square Enix | Actiespel                                |
| Tomb Raider: The Last Revelation                                                 | 2009 | Eidos | Actiespel                                |
| Tomb Raider II Starring Lara Croft                                               | 2009 | Sony Computer Entertainment America Eidos                                                                       | Actiespel                                |
| Tomb Raider III: Adventures of Lara Croft                                        | 2009 | Eidos | Actiespel                                |
| Tomba!                                                                           | 2012 | MonkeyPaw Games                                                                                                 | Actiespel                                |
| Tomoyo After: It's a Wonderful Life                                              | 2009 | Prototype | Avonturenspel                            |
| Tony Hawk's Project 8                                                            | 2006 | Activision | Sportspel                                |
| Tony Hawk's Underground 2: Remix                                                 | 2005 | Activision | Sportspel                                |
| Transformers: The Game                                                           | 2007 | Activision Blizzard                                                                                             | Actiespel                                |
| Traxxpad: Portable Studio                                                        | 2007 | Eidos | Educatiespel Simulatiespel               |
| TRON: Evolution - The Video Game                                                 | 2010 | Disney Interactive Studios                                                                                      | Actiespel Autoracespel                   |
| Turnabout                                                                        | 2012 | Sony Computer Entertainment America                                                                             | Strategiespel                            |
| Twin Blades: The Reaping Vanguard                                                | 2011 | Sanuk Games SARL                                                                                                | Actiespel                                |
| Twinbee Portable                                                                 | 2007 | Konami | Actiespel                                |
| Twisted Metal 2                                                                  | 2007 | Sony Computer Entertainment Incorporated Sony Online Entertainment                                              | Actiespel Autoracespel                   |
| Twisted Metal: Head-On                                                           | 2005 | Sony Computer Entertainment America Sony Computer Entertainment Europe                                          | Actiespel Autoracespel                   |
| Twisted Metal                                                                    | 2013 | Sony Computer Entertainment America                                                                             | Actiespel Autoracespel                   |
| UEFA Champions League 2006-2007                                                  | 2007 | Electronic Arts                                                                                                 | Sportspel                                |
| UEFA Euro 2008                                                                   | 2008 | Electronic Arts                                                                                                 | Sportspel                                |
| Ultimate Block Party (ook wel Kollon of Koloomn)                                 | 2004 | Crave Entertainment                                                                                             | Puzzelspel                               |
| Ultimate Board Game Collection                                                   | 2007 | Valcon Games LLC Xplosiv                                                                                        | Strategiespel                            |
| Ultimate Ghosts'N Goblins                                                        | 2006 | CE Europe Capcom                                                                                                | Actiespel                                |
| UMD Dual Pack: Secret Agent Clank / Daxter                                       | 2011 | Sony Computer Entertainment America                                                                             | Compilatiespel                           |
| Umihara Kawase: Shun - Second Edition                                            | 2008 | Marvelous Entertainment                                                                                         | Actiespel                                |
| Um Jammer Lammy                                                                  | 2008 | Sony Computer Entertainment Japan                                                                               | Actiespel                                |
| Unbound Saga                                                                     | 2009 | LLC Vogster Entertainment                                                                                       | Actiespel                                |
| Undead Knights                                                                   | 2009 | Tecmo | Actiespel                                |
| Uno                                                                              | 2010 | Gameloft | Strategiespel                            |
| Untold Legends: Brotherhood of the Blade                                         | 2005 | Sony Online Entertainment Activision                                                                            | Actiespel RPG                            |
| Untold Legends: The Warrior's Code                                               | 2006 | Ubisoft Sony Online Entertainment                                                                               | Actiespel RPG                            |
| Up                                                                               | 2009 | THQ | Actiespel                                |
| Urban Chaos                                                                      | 2012 | Square Enix | Actiespel                                |
| Vagrant Story                                                                    | 2009 | Square Enix Sony Computer Entertainment America                                                                 | RPG                                      |
| Valhalla Knights                                                                 | 2006 | XSEED Games Marvelous Interactive                                                                               | Actiespel RPG                            |
| Valkyrie Profile: Lenneth                                                        | 2006 | Square Enix | RPG                                      |
| Vanguard                                                                         | 2011 | SNK Playmore USA                                                                                                | Actiespel                                |
| Vanguard Bandits                                                                 | 2011 | MonkeyPaw Games                                                                                                 | RPG Strategiespel                        |
| Vanguard II                                                                      | 2011 | SNK Playmore USA                                                                                                | Actiespel                                |
| Velldeselba Senki: Tsubasa no Kunsho                                             | 2007 | Sony Computer Entertainment Incorporated                                                                        | Actiespel RPG                            |
| Vertigo                                                                          | 2008 | Ghostlight | Actiespel                                |
| Victory Run                                                                      | 2011 | Hudson Entertainment                                                                                            | Autoracespel                             |
| Viewtiful Joe: Red Hot Rumble                                                    | 2006 | CE Europe Capcom                                                                                                | Actiespel                                |
| Virtual Pool 3                                                                   | 2010 | Sony Computer Entertainment America                                                                             | Sportspel                                |
| Virtua Tennis 3                                                                  | 2007 | Sega | Sportspel                                |
| Virtua Tennis: World Tour                                                        | 2005 | Sega | Sportspel                                |
| Warhammer 40,000: Squad Command                                                  | 2007 | THQ | Strategiespel                            |
| Warhammer: Battle for Atluma                                                     | 2006 | Namco Bandai Games America                                                                                      | Strategiespel                            |
| The Warlock of Firetop Mountain                                                  | 2011 | Sony Computer Entertainment America Sony Computer Entertainment Europe                                          | Avonturenspel                            |
| Warriors Orochi                                                                  | 2008 | KOEI | Actiespel RPG                            |
| Warriors Orochi 2                                                                | 2009 | KOEI | Actiespel                                |
| The Warriors                                                                     | 2007 | Rockstar Games                                                                                                  | Actiespel                                |
| Weltorv Estleia                                                                  | 2008 | Konami | RPG                                      |
| Who's That Flying?!                                                              | 2010 | Mediatonic | Actiespel                                |
| Who Wants to Be a Millionaire: Party Edition                                     | 2006 | Eidos Interactive                                                                                               | Strategiespel                            |
| Wild Arms                                                                        | 2007 | Sony Computer Entertainment America                                                                             | RPG                                      |
| Wild Arms 2                                                                      | 2009 | Sony Computer Entertainment America                                                                             | RPG                                      |
| Wild Arms XF                                                                     | 2007 | Sony Computer Entertainment Incorporated 505 Games S.R.L. XSEED Games                                           | RPG                                      |
| Wing Commander IV: The Price of Freedom                                          | 2009 | Sony Computer Entertainment America Electronic Arts                                                             | Actiespel Simulatiespel                  |
| Winning Eleven: Pro Evolution Soccer 2007                                        | 2006 | Konami | Sportspel                                |
| World Soccer Winning Eleven 9                                                    | 2006 | Konami | Sportspel                                |
| Winx Club: Join the Club                                                         | 2007 | Konami | Actiespel Autoracespel Strategiespel     |
| WipEout                                                                          | 2007 | Sony Computer Entertainment America                                                                             | Actiespel Autoracespel                   |
| WipEout Pulse                                                                    | 2007 | Sony Computer Entertainment America Sony Computer Entertainment Europe                                          | Actiespel Autoracespel                   |
| WipEout Pure                                                                     | 2005 | Sony Computer Entertainment Japan Sony Computer Entertainment America Sony Computer Entertainment Europe        | Actiespel Autoracespel                   |
| Wizorb                                                                           | 2012 | Beatshapers Limited                                                                                             | Actiespel                                |
| World Championship Poker 2 featuring Howard Lederer                              | 2005 | Oxygen Interactive Software Crave Entertainment                                                                 | Strategiespel                            |
| World Heroes                                                                     | 2011 | SNK Playmore USA                                                                                                | Actiespel                                |
| World Poker Tour                                                                 | 2006 | 2K Sports | Strategiespel                            |
| World Series of Poker                                                            | 2005 | Activision | Strategiespel                            |
| World Series of Poker 2008: Battle for the Bracelets                             | 2007 | Activision Value Publishing                                                                                     | Strategiespel                            |
| World Series of Poker: Tournament of Champions                                   | 2006 | Activision Activision Value Publishing                                                                          | Strategiespel                            |
| World Snooker Championship 2005                                                  | 2005 | Sega | Sportspel                                |
| World Snooker Championship 2007                                                  | 2007 | Sega | Sportspel                                |
| World Soccer: Winning Eleven 9                                                   | 2005 | Konami | Sportspel                                |
| World Sports Competition                                                         | 2011 | Hudson Entertainment                                                                                            | Sportspel                                |
| World Tour Soccer                                                                | 2005 | Sony Computer Entertainment America                                                                             | Sportspel                                |
| World Tour Soccer 06                                                             | 2006 | Sony Computer Entertainment Europe                                                                              | Sportspel                                |
| Worms: Open Warfare                                                              | 2006 | THQ | Strategiespel                            |
| Worms: Open Warfare 2                                                            | 2007 | THQ | Strategiespel                            |
| WRC                                                                              | 2005 | Spike Sony Computer Entertainment Europe                                                                        | Autoracespel Sportspel                   |
| WRC FIA World Rally Championship                                                 | 2006 | SCEE Traveller's Tales                                                                                          | Autoracespel Sportspel                   |
| WTF: work time fun                                                               | 2006 | D3Publisher of America                                                                                          | Actiespel                                |
| WWE All Stars                                                                    | 2011 | THQ | Actiespel Sportspel                      |
| WWE Smackdown vs. Raw 2006                                                       | 2005 | THQ | Sportspel                                |
| WWE SmackDown vs. Raw 2007                                                       | 2006 | THQ | Sportspel                                |
| WWE Smackdown vs. Raw 2008                                                       | 2007 | THQ | Sportspel                                |
| WWE Smackdown vs. Raw 2009                                                       | 2008 | THQ | Sportspel                                |
| WWE SmackDown vs. Raw 2010                                                       | 2009 | THQ | Sportspel                                |
| WWE SmackDown vs. Raw 2011                                                       | 2010 | THQ | Sportspel                                |
| WWII: Battle Over the Pacific                                                    | 2010 | Midas Interactive Entertainment BV                                                                              | Actiespel Simulatiespel                  |
| Xenogears                                                                        | 2008 | Square Enix Sony                                                                                                | RPG                                      |
| Xevious 3D/G+                                                                    | 2013 | Namco Bandai Games                                                                                              | Actiespel                                |
| Xiaolin Showdown                                                                 | 2006 | Konami | Actiespel                                |
| XI Coliseum                                                                      | 2006 | SCEI | Puzzelspel                               |
| X-Men Legends II: Rise of Apocalypse                                             | 2005 | Activision | Actiespel RPG                            |
| XS Airboat Racing                                                                | 2010 | Sony | Autoracespel Sportspel                   |
| XS Junior League Dodgeball                                                       | 2010 | Sony | Actiespel Sportspel                      |
| XS Junior League Football                                                        | 2011 | Sony | Sportspel                                |
| XS Junior League Soccer                                                          | 2009 | LLC XS Games | Sportspel                                |
| XS Moto                                                                          | 2010 | Sony | Autoracespel Sportspel                   |
| Xyanide Resurrection                                                             | 2007 | Playlogic Ertain Corporation                                                                                    | Actiespel                                |
| Yakiniku Bugyou                                                                  | 2011 | MonkeyPaw Games                                                                                                 | Simulatiespel                            |
| Yggdra Union: We'll Never Fight Alone                                            | 2008 | Sting | RPG Strategiespel                        |
| YoYo's Puzzle Park                                                               | 2007 | Irem Software Engineering                                                                                       | Actiespel                                |
| Ys I & II Chronicles                                                             | 2009 | Nihon Falcom | Actiespel RPG                            |
| Ys Seven                                                                         | 2009 | Nihon Falcom XSEED Games                                                                                        | Actiespel RPG                            |
| Ys: The Oath in Felghana                                                         | 2010 | XSEED Games | Actiespel RPG                            |
| Ys VI: The Ark of Napishtim                                                      | 2006 | Konami | Actiespel RPG                            |
| Yu-Gi-Oh! GX Tag Force                                                           | 2006 | Konami | Strategiespel                            |
| Yu-Gi-Oh! GX Tag Force 2                                                         | 2007 | Konami | Strategiespel                            |
| Yu-Gi-Oh! GX Tag Force 3                                                         | 2008 | Konami | Strategiespel                            |
| Yu-Gi-Oh 5D's Tag Force 4                                                        | 2009 | Konami | Strategiespel                            |
| Yu-Gi-Oh 5D's Tag Force 5                                                        | 2010 | Konami | Strategiespel                            |
| Yu-Gi-Oh 5D's Tag Force 6                                                        | 2011 | Konami | Strategiespel                            |
| Zanac X Zanac                                                                    | 2010 | D4 Enterprise                                                                                                   | Actiespel                                |
| Zendoku                                                                          | 2007 | Eidos Interactive Eidos                                                                                         | RPG Strategiespel                        |
| Zenonia                                                                          | 2010 | Gamevil | Actiespel RPG                            |
| Zettai Hero Kaizō Keikaku (Shokai Genteiban)                                     | 2010 | Nippon Ichi Software                                                                                            | RPG                                      |
| Z.H.P. Unlosing Ranger VS Darkdeath Evilman                                      | 2010 | NIS America Nippon Ichi Software                                                                                | RPG Strategiespel                        |
| Zwei!!                                                                           | 2008 | Nihon Falcom | Actiespel RPG                            |